# Nederlandse Rode Lijst 2012 (planten)
In 2012 is het Basisrapport met voorstel voor de herziene Rode Lijst vaatplanten opgesteld door de stichting Floron in opdracht van het ministerie van economische zaken, de Nederlandse Rode Lijst 2012. Op deze nieuwe lijst staan 530 bedreigde soorten, 37% van de in totaal 1432 wilde plantensoorten die in Nederland voorkomen. Ten opzichte van tien jaar geleden komen het akkerzenegroen, de bosboterbloem en het klein slijkgras niet meer in Nederland voor. Het rood bosvogeltje, de brede raai, de wilgalant, het akkerviltkruid, het smal longkruid en de geoorde veldsla zijn weer juist terug. Opvallende soorten die door natuurherstel toegenomen zijn, zijn onder andere teer guichelheil en kleine zonnedauw. Een van de belangrijkste oorzaken van de achteruitgang van planten, is overbemesting van voedselarmere biotopen met stikstof uit landbouw en verkeer.
Na bekendmaking op 23 oktober 2015 door het ministerie in de Staatscourant is deze Rode Lijst per 1 januari 2016 de geldige Rode Lijst voor vaatplanten.
Hieronder volgt Nederlandse Rode Lijst van planten in 2012.
| wetenschappelijke naam                         | Nederlandse naam               | zeldzaamheids- klasse | trendklasse |
| ---------------------------------------------- | ------------------------------ | --------------------- | ----------- |
|                                                |                                |                       |             |
| A                                              |                                |                       |             |
| Acer campestre                                 | Spaanse aak                    | a                     | 0/+         |
| Acer platanoides                               | Noorse esdoorn                 | a                     | 0/+         |
| Acer pseudoplatanus                            | Gewone esdoorn                 | a                     | 0/+         |
| Achillea millefolium                           | Duizendblad                    | a                     | 0/+         |
| Achillea ptarmica                              | Wilde bertram                  | a                     | t           |
| Aconitum vulparia                              | Gele monnikskap                | zzz                   | 0/+         |
| Acorus calamus                                 | Kalmoes                        | a                     | 0/+         |
| Actaea spicata                                 | Christoffelkruid               | zzz                   | tt          |
| Adonis aestivalis                              | Zomeradonis                    | x                     | tttt        |
| Adoxa moschatellina                            | Muskuskruid                    | z                     | 0/+         |
| Aegopodium podagraria                          | Zevenblad                      | a                     | 0/+         |
| Aesculus hippocastanum                         | Witte paardenkastanje          | a                     | 0/+         |
| Aethusa cynapium                               | Hondspeterselie                | a                     | 0/+         |
| Agrimonia eupatoria                            | Gewone agrimonie               | a                     | tt          |
| Agrimonia procera                              | Welriekende agrimonie          | zz                    | t           |
| Agrostemma githago                             | Bolderik                       | z                     | ttt         |
| Agrostis canina                                | Moerasstruisgras               | a                     | 0/+         |
| Agrostis capillaris                            | Gewoon struisgras              | a                     | 0/+         |
| Agrostis gigantea                              | Hoog struisgras                | a                     | 0/+         |
| Agrostis stolonifera                           | Fioringras                     | a                     | 0/+         |
| Agrostis vinealis                              | Zandstruisgras                 | a                     | 0/+         |
| Aira caryophyllea                              | Zilverhaver                    | a                     | 0/+         |
| Aira praecox                                   | Vroege haver                   | a                     | 0/+         |
| Ajuga chamaepitys                              | Akkerzenegroen                 | x                     | tttt        |
| Ajuga pyramidalis                              | Piramidezenegroen              | zzz                   | 0/+         |
| Ajuga reptans                                  | Kruipend zenegroen             | a                     | 0/+         |
| Alchemilla acutiloba                           | Spitslobbige vrouwenmantel     | zzz                   | 0/+         |
| Alchemilla filicaulis                          | Fijnstengelige vrouwenmantel   | zzz                   | tt          |
| Alchemilla glabra                              | Kale vrouwenmantel             | zz                    | tt          |
| Alchemilla micans                              | Slanke vrouwenmantel           | zzz                   | 0/+         |
| Alchemilla mollis                              | Fraaie vrouwenmantel           | a                     | 0/+         |
| Alchemilla monticola                           | Bergvrouwenmantel              | zzz                   | ttt         |
| Alchemilla subcrenata                          | Geplooide vrouwenmantel        | zzz                   | 0/+         |
| Alchemilla xanthochlora                        | Geelgroene vrouwenmantel       | zzz                   | 0/+         |
| Alisma gramineum                               | Smalle waterweegbree           | z                     | 0/+         |
| Alisma lanceolatum                             | Slanke waterweegbree           | a                     | 0/+         |
| Alisma plantago-aquatica                       | Grote waterweegbree            | a                     | 0/+         |
| Alliaria petiolata                             | Look-zonder-look               | a                     | 0/+         |
| Allium carinatum                               | Berglook                       | zzz                   | 0/+         |
| Allium oleraceum                               | Moeslook                       | zz                    | t           |
| Allium schoenoprasum                           | Bieslook                       | z                     | 0/+         |
| Allium scorodoprasum                           | Slangenlook                    | zz                    | 0/+         |
| Allium ursinum                                 | Daslook                        | a                     | 0/+         |
| Allium vineale                                 | Kraailook                      | a                     | 0/+         |
| Alnus glutinosa                                | Zwarte els                     | a                     | 0/+         |
| Alnus incana                                   | Witte els                      | a                     | 0/+         |
| Alopecurus aequalis                            | Rosse vossenstaart             | a                     | 0/+         |
| Alopecurus bulbosus                            | Knolvossenstaart               | zz                    | ttt         |
| Alopecurus geniculatus                         | Geknikte vossenstaart          | a                     | 0/+         |
| Alopecurus myosuroides                         | Duist                          | a                     | t           |
| Alopecurus pratensis                           | Grote vossenstaart             | a                     | 0/+         |
| Althaea officinalis                            | Heemst                         | z                     | tt          |
| Alyssum alyssoides                             | Bleek schildzaad               | zzz                   | ttt         |
| Amaranthus albus                               | Witte amarant                  | zz                    | 0/+         |
| Amaranthus blitum                              | Kleine majer                   | a                     | 0/+         |
| Amaranthus retroflexus                         | Papegaaienkruid                | a                     | 0/+         |
| Amelanchier lamarckii                          | Amerikaans krentenboompje      | a                     | 0/+         |
| Ammophila arenaria                             | Helm                           | z                     | 0/+         |
| Anacamptis coriophora                          | Wantsenorchis                  | x                     | tttt        |
| Anacamptis morio                               | Harlekijn                      | zz                    | ttt         |
| Anacamptis pyramidalis                         | Hondskruid                     | zz                    | 0/+         |
| Anagallis arvensis subsp. arvensis             | Rood guichelheil               | a                     | 0/+         |
| Anagallis arvensis subsp. foemina              | Blauw guichelheil              | zzz                   | tt          |
| Anagallis tenella                              | Teer guichelheil               | zz                    | 0/+         |
| Anchusa arvensis                               | Kromhals                       | a                     | 0/+         |
| Anchusa officinalis                            | Gewone ossentong               | z                     | 0/+         |
| Andromeda polifolia                            | Lavendelhei                    | z                     | t           |
| Anemone nemorosa                               | Bosanemoon                     | a                     | 0/+         |
| Anemone ranunculoides                          | Gele anemoon                   | zz                    | 0/+         |
| Angelica archangelica                          | Grote engelwortel              | a                     | 0/+         |
| Angelica sylvestris                            | Gewone engelwortel             | a                     | 0/+         |
| Anisantha sterilis                             | IJle dravik                    | a                     | 0/+         |
| Anisantha tectorum                             | Zwenkdravik                    | a                     | 0/+         |
| Antennaria dioica                              | Rozenkransje                   | zzz                   | ttt         |
| Anthemis arvensis                              | Valse kamille                  | z                     | ttt         |
| Anthemis cotula                                | Stinkende kamille              | zz                    | ttt         |
| Anthemis tinctoria                             | Gele kamille                   | z                     | 0/+         |
| Anthericum liliago                             | Grote graslelie                | zzz                   | 0/+         |
| Anthoxanthum aristatum                         | Slofhak                        | z                     | ttt         |
| Anthoxanthum odoratum                          | Gewoon reukgras                | a                     | 0/+         |
| Anthriscus caucalis                            | Fijne kervel                   | z                     | 0/+         |
| Anthriscus sylvestris                          | Fluitenkruid                   | a                     | 0/+         |
| Anthyllis vulneraria                           | Wondklaver                     | z                     | 0/+         |
| Apera interrupta                               | Stijve windhalm                | zz                    | 0/+         |
| Apera spica-venti                              | Grote windhalm                 | a                     | t           |
| Aphanes arvensis                               | Grote leeuwenklauw             | zz                    | 0/+         |
| Aphanes australis                              | Kleine leeuwenklauw            | a                     | 0/+         |
| Apium graveolens                               | Selderij                       | z                     | ttt         |
| Apium inundatum                                | Ondergedoken moerasscherm      | zz                    | tt          |
| Apium nodiflorum                               | Groot moerasscherm             | z                     | 0/+         |
| Apium repens                                   | Kruipend moerasscherm          | zzz                   | ttt         |
| Aquilegia vulgaris                             | Wilde akelei                   | zz                    | 0/+         |
| Arabidopsis arenosa                            | Rozetsteenkers                 | zz                    | 0/+         |
| Arabidopsis thaliana                           | Zandraket                      | a                     | 0/+         |
| Arabis caucasica                               | Randjesbloem                   |                       |             |
| Arabis glabra                                  | Torenkruid                     | zz                    | t           |
| Arabis hirsuta subsp. hirsuta                  | Ruige scheefkelk               | zz                    | 0/+         |
| Arabis hirsuta subsp. sagittata                | Pijlscheefkelk                 | zzz                   | 0/+         |
| Arctium lappa                                  | Grote klit                     | a                     | 0/+         |
| Arctium minus                                  | Gewone klit                    | a                     | 0/+         |
| Arctium tomentosum                             | Donzige klit                   | z                     | 0/+         |
| Arctostaphylos uva-ursi                        | Berendruif                     | zzz                   | 0/+         |
| Arenaria leptoclados                           | Tengere zandmuur               | z                     | 0/+         |
| Arenaria serpyllifolia                         | Gewone zandmuur                | a                     | t           |
| Aristolochia clematitis                        | Pijpbloem                      | zz                    | 0/+         |
| Armeria maritima                               | Engels gras                    | z                     | tt          |
| Armoracia rusticana                            | Mierik                         | z                     | 0/+         |
| Arnica montana                                 | Valkruid                       | zz                    | ttt         |
| Arnoseris minima                               | Korensla                       | zz                    | ttt         |
| Arrhenatherum elatius subsp. bulbosum          | Knolglanshaver                 | zzz-zz                | ?           |
| Arrhenatherum elatius subsp. elatius           | Gewone glanshaver              | a                     | 0/+         |
| Artemisia absinthium                           | Absintalsem                    | z                     | tt          |
| Artemisia campestris subsp. campestris         | Wilde averuit                  | zzz                   | ttt         |
| Artemisia campestris subsp. maritima           | Duinaveruit                    | zz                    | t           |
| Artemisia maritima                             | Zeealsem                       | z                     | tt          |
| Artemisia vulgaris                             | Bijvoet                        | a                     | 0/+         |
| Arum italicum                                  | Italiaanse aronskelk           | z                     | 0/+         |
| Arum maculatum                                 | Gevlekte aronskelk             | z                     | 0/+         |
| Asparagus officinalis subsp. officinalis       | Asperge                        | a                     | 0/+         |
| Asparagus officinalis subsp. prostratus        | Liggende asperge               | zz                    | t           |
| Asperugo procumbens                            | Scherpkruid                    | zzz                   | ttt         |
| Asperula arvensis                              | Akkerbedstro                   | x                     | tttt        |
| Asplenium adiantum-nigrum                      | Zwartsteel                     | zz                    | 0/+         |
| Asplenium ceterach                             | Schubvaren                     | zzz                   | 0/+         |
| Asplenium fontanum                             | Genaalde streepvaren           |                       |             |
| Asplenium foreziense                           | Forez-streepvaren              |                       |             |
| Asplenium ruta-muraria                         | Muurvaren                      | a                     | 0/+         |
| Asplenium scolopendrium                        | Tongvaren                      | a                     | 0/+         |
| Asplenium septentrionale                       | Noordse streepvaren            |                       |             |
| Asplenium trichomanes                          | Steenbreekvaren                | z                     | 0/+         |
| Asplenium viride                               | Groensteel                     | zzz                   | 0/+         |
| Aster tripolium                                | Zulte                          | a                     | t           |
| Astragalus glycyphyllos                        | Hokjespeul                     | zz                    | 0/+         |
| Athyrium filix-femina                          | Wijfjesvaren                   | a                     | 0/+         |
| Atriplex glabriuscula                          | Kustmelde                      | zz                    | 0/+         |
| Atriplex laciniata                             | Gelobde melde                  | zzz                   | tt          |
| Atriplex littoralis                            | Strandmelde                    | z                     | 0/+         |
| Atriplex longipes                              | Gesteelde spiesmelde           | zz-z                  | ?           |
| Atriplex patula                                | Uitstaande melde               | a                     | 0/+         |
| Atriplex pedunculata                           | Gesteelde zoutmelde            | zzz                   | ttt         |
| Atriplex portulacoides                         | Gewone zoutmelde               | z                     | t           |
| Atriplex prostrata                             | Spiesmelde                     | a                     | 0/+         |
| Atropa bella-donna                             | Wolfskers                      | zzz                   | tt          |
| Avena fatua                                    | Oot                            | z                     | t           |
| Azolla cristata                                | Kleine kroosvaren              | x                     | tttt        |
| Azolla filiculoides                            | Grote kroosvaren               | a                     | 0/+         |
|                                                |                                |                       |             |
| B                                              |                                |                       |             |
| Baldellia ranunculoides subsp. ranunculoides   | Stijve moerasweegbree          | zz                    | ttt         |
| Baldellia ranunculoides subsp. repens          | Kruipende moerasweegbree       | zz                    | t           |
| Ballota nigra subsp. meridionalis              | Stinkende ballote              | a                     | 0/+         |
| Barbarea intermedia                            | Bitter barbarakruid            | z                     | 0/+         |
| Barbarea stricta                               | Stijf barbarakruid             | a                     | 0/+         |
| Barbarea vulgaris                              | Gewoon barbarakruid            | a                     | 0/+         |
| Bassia hirsuta                                 | Ruig zoutkruid                 | x                     | tttt        |
| Bellis perennis                                | Madeliefje                     | a                     | 0/+         |
| Berberis vulgaris                              | Zuurbes                        | z                     | 0/+         |
| Berteroa incana                                | Grijskruid                     | a                     | 0/+         |
| Berula erecta                                  | Kleine watereppe               | a                     | 0/+         |
| Beta vulgaris subsp. maritima                  | Strandbiet                     | zz                    | 0/+         |
| Betula pendula                                 | Ruwe berk                      | a                     | 0/+         |
| Betula pubescens                               | Zachte berk                    | a                     | 0/+         |
| Bidens cernua                                  | Knikkend tandzaad              | a                     | 0/+         |
| Bidens radiata                                 | Riviertandzaad                 | zz                    | 0/+         |
| Bidens tripartita                              | Veerdelig tandzaad             | a                     | 0/+         |
| Blackstonia perfoliata subsp. serotina         | Herfstbitterling               | zz                    | 0/+         |
| Blechnum spicant                               | Dubbelloof                     | a                     | tt          |
| Blysmus compressus                             | Platte bies                    | zz                    | tt          |
| Blysmus rufus                                  | Rode bies                      | zzz                   | t           |
| Bolboschoenus maritimus                        | Heen                           | a                     | 0/+         |
| Botrychium lunaria                             | Gelobde maanvaren              | zz                    | tt          |
| Brachypodium pinnatum                          | Gevinde kortsteel              | zz                    | 0/+         |
| Brachypodium sylvaticum                        | Boskortsteel                   | z                     | 0/+         |
| Brassica napus                                 | Koolzaad                       | a                     | 0/+         |
| Brassica nigra                                 | Zwarte mosterd                 | a                     | 0/+         |
| Brassica oleracea subsp. oleracea              | Wilde kool                     | zzz                   | 0/+         |
| Brassica rapa                                  | Raapzaad                       | a                     | 0/+         |
| Briza media                                    | Bevertjes                      | z                     | ttt         |
| Bromopsis erecta                               | Bergdravik                     | zzz                   | t           |
| Bromopsis inermis subsp. inermis               | Kweekdravik                    | z                     | 0/+         |
| Bromopsis ramosa subsp. benekenii              | Bosdravik                      | zzz                   | tt          |
| Bromopsis ramosa subsp. ramosa                 | Ruwe dravik                    | zzz                   | ttt         |
| Bromus hordeaceus                              | Zachte dravik                  | a                     | 0/+         |
| Bromus lepidus                                 | Sierlijke dravik               | zzz-zz                | ?           |
| Bromus racemosus                               | Trosdravik                     | z                     | tt          |
| Bromus secalinus                               | Dreps                          | zz                    | ttt         |
| Bryonia dioica                                 | Heggenrank                     | a                     | 0/+         |
| Bunias orientalis                              | Grote hardvrucht               | zz                    | 0/+         |
| Bunium bulbocastanum                           | Aardkastanje                   | zz                    | t           |
| Bupleurum falcatum                             | Sikkelgoudscherm               |                       |             |
| Bupleurum tenuissimum                          | Fijn goudscherm                | zz                    | tt          |
| Butomus umbellatus                             | Zwanenbloem                    | a                     | 0/+         |
|                                                |                                |                       |             |
| C                                              |                                |                       |             |
| Cakile maritima                                | Zeeraket                       | z                     | 0/+         |
| Calamagrostis canescens                        | Hennegras                      | a                     | 0/+         |
| Calamagrostis epigejos                         | Duinriet                       | a                     | 0/+         |
| Calamagrostis pseudophragmites                 | Rivierstruisriet               |                       |             |
| Calamagrostis stricta                          | Stijf struisriet               | zz                    | ttt         |
| Calepina irregularis                           | Kalkraket                      | zzz                   | 0/+         |
| Calla palustris                                | Slangenwortel                  | z                     | 0/+         |
| Callitriche brutia                             | Haaksterrenkroos               | a                     | t           |
| Callitriche cophocarpa                         | Gekield sterrenkroos           | x                     | tttt        |
| Callitriche hermaphroditica                    | Rond sterrenkroos              | zzz                   | tt          |
| Callitriche obtusangula                        | Stomphoekig sterrenkroos       | a                     | 0/+         |
| Callitriche palustris                          | Klein sterrenkroos             | zzz                   | 0/+         |
| Callitriche platycarpa                         | Gewoon sterrenkroos            | a                     | t           |
| Callitriche stagnalis                          | Gevleugeld sterrenkroos        | a                     | 0/+         |
| Callitriche truncata                           | Doorschijnend sterrenkroos     | zz                    | 0/+         |
| Calluna vulgaris                               | Struikhei                      | a                     | t           |
| Caltha palustris subsp. araneosa               | Spindotterbloem                | zz                    | 0/+         |
| Caltha palustris subsp. palustris              | Gewone dotterbloem             | a                     | 0/+         |
| Camelina sativa subsp. alyssum                 | Vlashuttentut                  | x                     | tttt        |
| Campanula glomerata                            | Kluwenklokje                   | zzz                   | ttt         |
| Campanula latifolia                            | Breed klokje                   | zz                    | 0/+         |
| Campanula patula                               | Weideklokje                    | zzz                   | 0/+         |
| Campanula persicifolia                         | Prachtklokje                   | z                     | 0/+         |
| Campanula rapunculoides                        | Akkerklokje                    | a                     | 0/+         |
| Campanula rapunculus                           | Rapunzelklokje                 | z                     | t           |
| Campanula rhomboidalis                         | Bergklokje                     |                       |             |
| Campanula rotundifolia                         | Grasklokje                     | a                     | t           |
| Campanula trachelium                           | Ruig klokje                    | z                     | 0/+         |
| Capsella bursa-pastoris                        | Herderstasje                   | a                     | 0/+         |
| Cardamine amara                                | Bittere veldkers               | z                     | 0/+         |
| Cardamine flexuosa                             | Bosveldkers                    | a                     | 0/+         |
| Cardamine hirsuta                              | Kleine veldkers                | a                     | 0/+         |
| Cardamine impatiens                            | Springzaadveldkers             | z                     | 0/+         |
| Cardamine pratensis                            | Pinksterbloem                  | a                     | 0/+         |
| Carduus acanthoides                            | Langstekelige distel           | zzz                   | 0/+         |
| Carduus crispus                                | Kruldistel                     | a                     | 0/+         |
| Carduus nutans                                 | Knikkende distel               | a                     | t           |
| Carduus tenuiflorus                            | Tengere distel                 | zzz                   | t           |
| Carex acuta                                    | Scherpe zegge                  | a                     | 0/+         |
| Carex acutiformis                              | Moeraszegge                    | a                     | 0/+         |
| Carex appropinquata                            | Paardenhaarzegge               | zzz                   | t           |
| Carex aquatilis                                | Noordse zegge                  | zz                    | t           |
| Carex arenaria                                 | Zandzegge                      | a                     | t           |
| Carex brizoides                                | Trilgraszegge                  | zz                    | 0/+         |
| Carex buxbaumii                                | Knotszegge                     | zzz                   | t           |
| Carex caryophyllea                             | Voorjaarszegge                 | zz                    | t           |
| Carex cespitosa                                | Polzegge                       | zzz                   | t           |
| Carex curta                                    | Zompzegge                      | a                     | 0/+         |
| Carex davalliana                               | Veenzegge                      |                       |             |
| Carex diandra                                  | Ronde zegge                    | zz                    | tt          |
| Carex digitata                                 | Vingerzegge                    | zzz                   | t           |
| Carex dioica                                   | Tweehuizige zegge              | zzz                   | ttt         |
| Carex distans                                  | Zilte zegge                    | z                     | 0/+         |
| Carex disticha                                 | Tweerijige zegge               | a                     | t           |
| Carex divisa                                   | Kustzegge                      | zzz                   | 0/+         |
| Carex divulsa                                  | Groene bermzegge               | zz                    | 0/+         |
| Carex echinata                                 | Sterzegge                      | a                     | 0/+         |
| Carex elata                                    | Stijve zegge                   | a                     | 0/+         |
| Carex elongata                                 | Elzenzegge                     | a                     | 0/+         |
| Carex ericetorum                               | Heidezegge                     | zzz                   | t           |
| Carex extensa                                  | Kwelderzegge                   | zz                    | 0/+         |
| Carex flacca                                   | Zeegroene zegge                | a                     | t           |
| Carex flava                                    | Gele zegge                     | zzz                   | t           |
| Carex hartmanii                                | Kleine knotszegge              | zzz                   | 0/+         |
| Carex hirta                                    | Ruige zegge                    | a                     | 0/+         |
| Carex hostiana                                 | Blonde zegge                   | zz                    | tt          |
| Carex laevigata                                | Gladde zegge                   | zzz                   | 0/+         |
| Carex lasiocarpa                               | Draadzegge                     | z                     | t           |
| Carex lepidocarpa                              | Schubzegge                     | zzz                   | 0/+         |
| Carex ligerica                                 | Rivierduinzegge                | zz-z                  | ?           |
| Carex limosa                                   | Slijkzegge                     | x                     | tttt        |
| Carex muricata                                 | Dichte bermzegge               | zz                    | 0/+         |
| Carex nigra                                    | Zwarte zegge                   | a                     | 0/+         |
| Carex oederi subsp. oederi                     | Dwergzegge                     | a                     | 0/+         |
| Carex oederi subsp. oedocarpa                  | Geelgroene zegge               | a                     | 0/+         |
| Carex otrubae                                  | Valse voszegge                 | a                     | 0/+         |
| Carex ovalis                                   | Hazenzegge                     | a                     | 0/+         |
| Carex pallescens                               | Bleke zegge                    | z                     | 0/+         |
| Carex panicea                                  | Blauwe zegge                   | a                     | t           |
| Carex paniculata                               | Pluimzegge                     | a                     | t           |
| Carex pendula                                  | Hangende zegge                 | z                     | 0/+         |
| Carex pilulifera                               | Pilzegge                       | a                     | t           |
| Carex praecox                                  | Vroege zegge                   | zzz                   | 0/+         |
| Carex pseudocyperus                            | Hoge cyperzegge                | a                     | 0/+         |
| Carex pulicaris                                | Vlozegge                       | zz                    | ttt         |
| Carex punctata                                 | Stippelzegge                   | zzz                   | 0/+         |
| Carex reichenbachii                            | Valse zandzegge                | zzz-zz                | ?           |
| Carex remota                                   | IJle zegge                     | a                     | 0/+         |
| Carex riparia                                  | Oeverzegge                     | a                     | 0/+         |
| Carex rostrata                                 | Snavelzegge                    | a                     | 0/+         |
| Carex spicata                                  | Gewone bermzegge               | a                     | 0/+         |
| Carex strigosa                                 | Slanke zegge                   | zzz                   | 0/+         |
| Carex sylvatica                                | Boszegge                       | z                     | 0/+         |
| Carex tomentosa                                | Viltzegge                      | x                     | tttt        |
| Carex trinervis                                | Drienervige zegge              | zz                    | 0/+         |
| Carex vesicaria                                | Blaaszegge                     | a                     | 0/+         |
| Carex vulpina                                  | Voszegge                       | zz                    | 0/+         |
| Carlina vulgaris                               | Driedistel                     | zz                    | tt          |
| Carpinus betulus                               | Haagbeuk                       | a                     | 0/+         |
| Carum carvi                                    | Karwij                         | zz                    | ttt         |
| Carum verticillatum                            | Kranskarwij                    | zzz                   | ttt         |
| Castanea sativa                                | Tamme kastanje                 | a                     | 0/+         |
| Catabrosa aquatica                             | Watergras                      | z                     | 0/+         |
| Catapodium marinum                             | Laksteeltje                    | zz                    | 0/+         |
| Catapodium rigidum                             | Stijf hardgras                 | zz                    | 0/+         |
| Centaurea calcitrapa                           | Kalketrip                      | zzz                   | ttt         |
| Centaurea cyanus                               | Korenbloem                     | a                     | ttt         |
| Centaurea jacea                                | Knoopkruid                     | a                     | 0/+         |
| Centaurea scabiosa                             | Grote centaurie                | zz                    | 0/+         |
| Centaurea stoebe                               | Rijncentaurie                  | zzz                   | 0/+         |
| Centaurium erythraea                           | Echt duizendguldenkruid        | a                     | 0/+         |
| Centaurium littorale                           | Strandduizendguldenkruid       | z                     | 0/+         |
| Centaurium pulchellum                          | Fraai duizendguldenkruid       | a                     | 0/+         |
| Centunculus minimus                            | Dwergbloem                     | zz                    | tt          |
| Cephalanthera damasonium                       | Bleek bosvogeltje              | zzz                   | tt          |
| Cephalanthera longifolia                       | Wit bosvogeltje                | zzz                   | t           |
| Cephalanthera rubra                            | Rood bosvogeltje               | zzz                   | tt          |
| Cerastium arvense                              | Akkerhoornbloem                | a                     | 0/+         |
| Cerastium brachypetalum                        | Kalkhoornbloem                 | zzz                   | 0/+         |
| Cerastium diffusum                             | Scheve hoornbloem              | zz                    | 0/+         |
| Cerastium fontanum subsp. holosteoides         | Glanzige hoornbloem            | zz                    | t           |
| Cerastium fontanum subsp. vulgare              | Gewone hoornbloem              | a                     | 0/+         |
| Cerastium glomeratum                           | Kluwenhoornbloem               | a                     | 0/+         |
| Cerastium glutinosum                           | Bleke hoornbloem               | zzz-zz                | ?           |
| Cerastium pumilum                              | Steenhoornbloem                | zzz                   | 0/+         |
| Cerastium semidecandrum                        | Zandhoornbloem                 | a                     | 0/+         |
| Ceratocapnos claviculata                       | Rankende helmbloem             | a                     | 0/+         |
| Ceratophyllum demersum                         | Grof hoornblad                 | a                     | 0/+         |
| Ceratophyllum submersum                        | Fijn hoornblad                 | zz                    | 0/+         |
| Chaenorhinum minus                             | Kleine leeuwenbek              | a                     | 0/+         |
| Chaerophyllum bulbosum                         | Knolribzaad                    | zz                    | 0/+         |
| Chaerophyllum temulum                          | Dolle kervel                   | a                     | 0/+         |
| Chamerion angustifolium                        | Wilgenroosje                   | a                     | 0/+         |
| Chelidonium majus                              | Stinkende gouwe                | a                     | 0/+         |
| Chenopodium album                              | Melganzenvoet                  | a                     | 0/+         |
| Chenopodium bonus-henricus                     | Brave hendrik                  | zzz                   | ttt         |
| Chenopodium chenopodioides                     | Beursjesganzenvoet             | zzz                   | 0/+         |
| Chenopodium ficifolium                         | Stippelganzenvoet              | a                     | 0/+         |
| Chenopodium foliosum                           | Rode aardbeispinazie           | zz                    | 0/+         |
| Chenopodium glaucum                            | Zeegroene ganzenvoet           | a                     | 0/+         |
| Chenopodium hybridum                           | Esdoornganzenvoet              | zz                    | 0/+         |
| Chenopodium murale                             | Muurganzenvoet                 | zz                    | tt          |
| Chenopodium polyspermum                        | Korrelganzenvoet               | a                     | 0/+         |
| Chenopodium rubrum                             | Rode ganzenvoet                | a                     | 0/+         |
| Chenopodium vulvaria                           | Stinkende ganzenvoet           | zzz                   | tt          |
| Chondrilla juncea                              | Knikbloem                      | zzz                   | t           |
| Chrysosplenium alternifolium                   | Verspreidbladig goudveil       | zz                    | 0/+         |
| Chrysosplenium oppositifolium                  | Paarbladig goudveil            | zz                    | 0/+         |
| Cicendia filiformis                            | Draadgentiaan                  | zz                    | ttt         |
| Cichorium intybus                              | Wilde cichorei                 | a                     | 0/+         |
| Cicuta virosa                                  | Waterscheerling                | z                     | tt          |
| Circaea alpina                                 | Alpenheksenkruid               | zzz                   | 0/+         |
| Circaea lutetiana                              | Groot heksenkruid              | a                     | 0/+         |
| Circaea x intermedia                           | Klein heksenkruid              | zzz                   | 0/+         |
| Cirsium acaule                                 | Aarddistel                     | zz                    | t           |
| Cirsium arvense                                | Akkerdistel                    | a                     | 0/+         |
| Cirsium dissectum                              | Spaanse ruiter                 | z                     | tt          |
| Cirsium eriophorum                             | Wollige distel                 | zzz                   | 0/+         |
| Cirsium oleraceum                              | Moesdistel                     | zz                    | 0/+         |
| Cirsium palustre                               | Kale jonker                    | a                     | 0/+         |
| Cirsium vulgare                                | Speerdistel                    | a                     | 0/+         |
| Cladium mariscus                               | Galigaan                       | zz                    | t           |
| Claytonia perfoliata                           | Winterpostelein                | a                     | 0/+         |
| Clematis vitalba                               | Bosrank                        | a                     | 0/+         |
| Clematis viticella                             | Italiaanse clematis            | zzz                   | tt          |
| Clinopodium acinos                             | Kleine steentijm               | zz                    | tt          |
| Clinopodium menthifolium                       | Bergsteentijm                  | zzz                   | 0/+         |
| Clinopodium vulgare                            | Borstelkrans                   | zz                    | 0/+         |
| Cochlearia danica                              | Deens lepelblad                | a                     | 0/+         |
| Cochlearia officinalis subsp. anglica          | Engels lepelblad               | zz                    | t           |
| Cochlearia officinalis subsp. officinalis      | Echt lepelblad                 | zz                    | ttt         |
| Coincya monensis                               | Muurbloemmosterd               | zz                    | 0/+         |
| Colchicum autumnale                            | Herfsttijloos                  | zz                    | t           |
| Comarum palustre                               | Wateraardbei                   | a                     | 0/+         |
| Conium maculatum                               | Gevlekte scheerling            | z                     | 0/+         |
| Conopodium majus                               | Franse aardkastanje            | zzz                   | 0/+         |
| Consolida regalis                              | Wilde ridderspoor              | zzz                   | ttt         |
| Convallaria majalis                            | Lelietje-van-dalen             | a                     | 0/+         |
| Convolvulus arvensis                           | Akkerwinde                     | a                     | 0/+         |
| Convolvulus sepium                             | Haagwinde                      | a                     | 0/+         |
| Convolvulus silvatica                          | Gestreepte winde               | zz-z                  | ?           |
| Convolvulus soldanella                         | Zeewinde                       | zz                    | 0/+         |
| Conyza canadensis                              | Canadese fijnstraal            | a                     | 0/+         |
| Corallorrhiza trifida                          | Koraalwortel                   | x                     | tttt        |
| Corispermum intermedium                        | Smal vlieszaad                 | z                     | 0/+         |
| Corispermum marschallii                        | Breed vlieszaad                | x                     | tttt        |
| Cornus mas                                     | Gele kornoelje                 | zzz                   | 0/+         |
| Cornus sanguinea                               | Rode kornoelje                 | a                     | 0/+         |
| Cornus suecica                                 | Zweedse kornoelje              | zzz                   | tt          |
| Coronopus didymus                              | Kleine varkenskers             | a                     | 0/+         |
| Coronopus squamatus                            | Grove varkenskers              | a                     | t           |
| Corrigiola litoralis                           | Riempjes                       | zz                    | ttt         |
| Corydalis cava                                 | Holwortel                      | zz                    | 0/+         |
| Corydalis solida                               | Vingerhelmbloem                | z                     | 0/+         |
| Corylus avellana                               | Hazelaar                       | a                     | 0/+         |
| Corynephorus canescens                         | Buntgras                       | a                     | t           |
| Cotoneaster integerrimus                       | Wilde dwergmispel              | zzz                   | 0/+         |
| Cotula coronopifolia                           | Goudknopje                     | z                     | 0/+         |
| Crambe maritima                                | Zeekool                        | zz                    | 0/+         |
| Crassula tillaea                               | Mosbloempje                    | zz                    | 0/+         |
| Crataegus laevigata                            | Tweestijlige meidoorn          | z                     | t           |
| Crataegus monogyna                             | Eenstijlige meidoorn           | a                     | 0/+         |
| Crepis biennis                                 | Groot streepzaad               | a                     | t           |
| Crepis capillaris                              | Klein streepzaad               | a                     | 0/+         |
| Crepis foetida                                 | Stinkend streepzaad            | zzz                   | 0/+         |
| Crepis paludosa                                | Moerasstreepzaad               | zz                    | 0/+         |
| Crepis tectorum                                | Smal streepzaad                | zz                    | 0/+         |
| Crepis vesicaria subsp. taraxacifolia          | Paardenbloemstreepzaad         | zz                    | t           |
| Crithmum maritimum                             | Zeevenkel                      | zz                    | 0/+         |
| Crocus tommasinianus                           | Boerenkrokus                   | z                     | 0/+         |
| Crocus vernus                                  | Bonte krokus                   | z                     | 0/+         |
| Cruciata laevipes                              | Kruisbladwalstro               | z                     | tt          |
| Cuscuta epilinum                               | Vlaswarkruid                   | x                     | tttt        |
| Cuscuta epithymum                              | Klein warkruid                 | z                     | ttt         |
| Cuscuta europaea                               | Groot warkruid                 | z                     | 0/+         |
| Cuscuta lupuliformis                           | Hopwarkruid                    | zz                    | 0/+         |
| Cymbalaria muralis                             | Muurleeuwenbek                 | a                     | 0/+         |
| Cynodon dactylon                               | Handjesgras                    | z                     | 0/+         |
| Cynoglossum officinale                         | Veldhondstong                  | z                     | 0/+         |
| Cynosurus cristatus                            | Kamgras                        | a                     | tt          |
| Cyperus flavescens                             | Geel cypergras                 | x                     | tttt        |
| Cyperus fuscus                                 | Bruin cypergras                | zz                    | 0/+         |
| Cyrtomium falcatum                             | IJzervaren                     | zz                    | 0/+         |
| Cystopteris fragilis                           | Blaasvaren                     | zz                    | ttt         |
| Cytisus scoparius                              | Brem                           | a                     | 0/+         |
| Dactylis glomerata                             | Kropaar                        | a                     | 0/+         |
| Dactylorhiza incarnata                         | Vleeskleurige orchis           | z                     | tt          |
|                                                |                                |                       |             |
| D                                              |                                |                       |             |
| Dactylorhiza maculata subsp. fuchsii           | Bosorchis                      | zz                    | 0/+         |
| Dactylorhiza maculata subsp. maculata          | Gevlekte orchis                | a                     | tt          |
| Dactylorhiza majalis subsp. majalis            | Brede orchis                   | z                     | tt          |
| Dactylorhiza majalis subsp. praetermissa       | Rietorchis                     | a                     | 0/+         |
| Dactylorhiza majalis subsp. sphagnicola        | Veenorchis                     | zzz                   | ttt         |
| Dactylorhiza viridis                           | Groene nachtorchis             | zzz                   | ttt         |
| Danthonia decumbens                            | Tandjesgras                    | a                     | t           |
| Daphne mezereum                                | Rood peperboompje              | zzz                   | 0/+         |
| Datura stramonium                              | Doornappel                     | a                     | 0/+         |
| Daucus carota                                  | Peen                           | a                     | 0/+         |
| Deschampsia cespitosa                          | Ruwe smele                     | a                     | 0/+         |
| Deschampsia flexuosa                           | Bochtige smele                 | a                     | 0/+         |
| Deschampsia setacea                            | Moerassmele                    | zzz                   | ttt         |
| Descurainia sophia                             | Sofiekruid                     | z                     | 0/+         |
| Dianthus armeria                               | Ruige anjer                    | zz                    | t           |
| Dianthus carthusianorum                        | Karthuizer anjer               | zzz                   | tt          |
| Dianthus deltoides                             | Steenanjer                     | zz                    | t           |
| Dianthus superbus                              | Prachtanjer                    | x                     | tttt        |
| Digitalis purpurea                             | Vingerhoedskruid               | a                     | 0/+         |
| Digitaria ischaemum                            | Glad vingergras                | a                     | 0/+         |
| Digitaria sanguinalis                          | Harig vingergras               | a                     | 0/+         |
| Diplotaxis muralis                             | Kleine zandkool                | a                     | 0/+         |
| Diplotaxis tenuifolia                          | Grote zandkool                 | a                     | 0/+         |
| Dipsacus fullonum                              | Grote kaardebol                | a                     | 0/+         |
| Dipsacus pilosus                               | Kleine kaardebol               | z                     | 0/+         |
| Doronicum pardalianches                        | Hartbladzonnebloem             | zz                    | 0/+         |
| Doronicum plantagineum                         | Weegbreezonnebloem             | zz                    | 0/+         |
| Draba muralis                                  | Wit hongerbloempje             | zz                    | 0/+         |
| Drosera anglica                                | Lange zonnedauw                | zzz                   | ttt         |
| Drosera intermedia                             | Kleine zonnedauw               | a                     | t           |
| Drosera rotundifolia                           | Ronde zonnedauw                | a                     | tt          |
| Dryopteris affinis                             | Geschubde mannetjesvaren       | zz                    | 0/+         |
| Dryopteris carthusiana                         | Smalle stekelvaren             | a                     | 0/+         |
| Dryopteris cristata                            | Kamvaren                       | z                     | 0/+         |
| Dryopteris dilatata                            | Brede stekelvaren              | a                     | 0/+         |
| Dryopteris expansa                             | Tere stekelvaren               | zzz                   | 0/+         |
| Dryopteris filix-mas                           | Mannetjesvaren                 | a                     | 0/+         |
|                                                |                                |                       |             |
| E                                              |                                |                       |             |
| Echinochloa crus-galli                         | Europese hanenpoot             | a                     | 0/+         |
| Echium vulgare                                 | Slangenkruid                   | a                     | 0/+         |
| Elatine hexandra                               | Gesteeld glaskroos             | zz                    | 0/+         |
| Elatine hydropiper                             | Klein glaskroos                | zzz                   | tt          |
| Eleocharis acicularis                          | Naaldwaterbies                 | a                     | 0/+         |
| Eleocharis multicaulis                         | Veelstengelige waterbies       | a                     | t           |
| Eleocharis ovata                               | Eivormige waterbies            | zzz                   | 0/+         |
| Eleocharis palustris                           | Gewone waterbies               | a                     | 0/+         |
| Eleocharis quinqueflora                        | Armbloemige waterbies          | zz                    | tt          |
| Eleocharis uniglumis                           | Slanke waterbies               | a                     | t           |
| Eleogiton fluitans                             | Vlottende bies                 | z                     | t           |
| Elodea canadensis                              | Brede waterpest                | a                     | ttt         |
| Elymus caninus                                 | Hondstarwegras                 | zz                    | 0/+         |
| Elytrigia atherica                             | Strandkweek                    | a                     | 0/+         |
| Elytrigia juncea subsp. boreoatlantica         | Biestarwegras                  | z                     | 0/+         |
| Elytrigia maritima                             | Zandkweek                      | zz                    | 0/+         |
| Elytrigia repens                               | Kweek                          | a                     | 0/+         |
| Empetrum nigrum                                | Kraaihei                       | z                     | 0/+         |
| Epilobium hirsutum                             | Harig wilgenroosje             | a                     | 0/+         |
| Epilobium lanceolatum                          | Lancetbladige basterdwederik   | zzz                   | 0/+         |
| Epilobium montanum                             | Bergbasterdwederik             | a                     | 0/+         |
| Epilobium obscurum                             | Donkergroene basterdwederik    | z                     | t           |
| Epilobium palustre                             | Moerasbasterdwederik           | a                     | tt          |
| Epilobium parviflorum                          | Viltige basterdwederik         | a                     | 0/+         |
| Epilobium roseum                               | Bleke basterdwederik           | a                     | 0/+         |
| Epilobium tetragonum                           | Kantige basterdwederik         | a                     | 0/+         |
| Epipactis atrorubens                           | Bruinrode wespenorchis         | zzz                   | ttt         |
| Epipactis helleborine subsp.'helleborine       | Brede wespenorchis             | a                     | 0/+         |
| Epipactis helleborine subsp. neerlandica       | Duinwespenorchis               | zz                    | 0/+         |
| Epipactis muelleri                             | Geelgroene wespenorchis        | zzz                   | 0/+         |
| Epipactis palustris                            | Moeraswespenorchis             | z                     | t           |
| Equisetum arvense                              | Heermoes                       | a                     | 0/+         |
| Equisetum fluviatile                           | Holpijp                        | a                     | 0/+         |
| Equisetum hyemale                              | Schaafstro                     | z                     | 0/+         |
| Equisetum palustre                             | Lidrus                         | a                     | 0/+         |
| Equisetum ramosissimum                         | Vertakte paardenstaart         | zzz                   | 0/+         |
| Equisetum sylvaticum                           | Bospaardenstaart               | zz                    | t           |
| Equisetum telmateia                            | Reuzenpaardenstaart            | zz                    | 0/+         |
| Equisetum variegatum                           | Bonte paardenstaart            | zz                    | t           |
| Eragrostis cilianensis                         | Stinkend liefdegras            |                       |             |
| Eranthis hyemalis                              | Winterakoniet                  | z                     | 0/+         |
| Erica cinerea                                  | Rode dophei                    | zzz                   | 0/+         |
| Erica tetralix                                 | Gewone dophei                  | a                     | t           |
| Erigeron acer                                  | Scherpe fijnstraal             | z                     | tt          |
| Erigeron annuus                                | Zomerfijnstraal                | a                     | 0/+         |
| Eriophorum angustifolium                       | Veenpluis                      | a                     | t           |
| Eriophorum gracile                             | Slank wollegras                | zzz                   | ttt         |
| Eriophorum latifolium                          | Breed wollegras                | zzz                   | ttt         |
| Eriophorum vaginatum                           | Eenarig wollegras              | z                     | t           |
| Erodium cicutarium                             | Gewone reigersbek              | a                     | 0/+         |
| Erodium lebelii                                | Kleverige reigersbek           | zz                    | tt          |
| Erophila verna                                 | Vroegeling                     | a                     | 0/+         |
| Erucastrum gallicum                            | Schijnraket                    | z                     | tt          |
| Eryngium campestre                             | Kruisdistel                    | a                     | t           |
| Eryngium maritimum                             | Blauwe zeedistel               | zz                    | t           |
| Erysimum cheiranthoides                        | Gewone steenraket              | a                     | 0/+         |
| Erysimum cheiri                                | Muurbloem                      | zzz                   | ttt         |
| Erysimum virgatum                              | Stijve steenraket              | zzz                   | ttt         |
| Euonymus europaeus                             | Wilde kardinaalsmuts           | a                     | 0/+         |
| Eupatorium cannabinum                          | Koninginnenkruid               | a                     | 0/+         |
| Euphorbia amygdaloides                         | Amandelwolfsmelk               | zzz                   | 0/+         |
| Euphorbia cyparissias                          | Cipreswolfsmelk                | z                     | 0/+         |
| Euphorbia esula                                | Heksenmelk                     | a                     | 0/+         |
| Euphorbia exigua                               | Kleine wolfsmelk               | z                     | ttt         |
| Euphorbia helioscopia                          | Kroontjeskruid                 | a                     | 0/+         |
| Euphorbia lathyrus                             | Kruisbladige wolfsmelk         | a                     | 0/+         |
| Euphorbia palustris                            | Moeraswolfsmelk                | zz                    | t           |
| Euphorbia paralias                             | Zeewolfsmelk                   | zz                    | 0/+         |
| Euphorbia peplus                               | Tuinwolfsmelk                  | a                     | 0/+         |
| Euphorbia platyphyllos                         | Brede wolfsmelk                | zzz                   | t           |
| Euphorbia seguieriana                          | Zandwolfsmelk                  | zzz                   | ttt         |
| Euphorbia stricta                              | Stijve wolfsmelk               | zzz                   | t           |
| Euphrasia officinalis                          | Beklierde ogentroost           | zzz                   | ttt         |
| Euphrasia stricta                              | Stijve ogentroost              | a                     | tt          |
|                                                |                                |                       |             |
| F                                              |                                |                       |             |
| Fagopyrum tataricum                            | Franse boekweit                | x                     | tttt        |
| Fagus sylvatica                                | Beuk                           | a                     | 0/+         |
| Falcaria vulgaris                              | Sikkelkruid                    | zzz                   | 0/+         |
| Fallopia convolvulus                           | Zwaluwtong                     | a                     | 0/+         |
| Fallopia dumetorum                             | Heggenduizendknoop             | a                     | 0/+         |
| Fallopia japonica                              | Japanse duizendknoop           | a                     | 0/+         |
| Fallopia sachalinensis                         | Sachalinse duizendknoop        | z                     | 0/+         |
| Festuca arenaria                               | Duinzwenkgras                  | z                     | 0/+         |
| Festuca arundinacea                            | Rietzwenkgras                  | a                     | 0/+         |
| Festuca filiformis                             | Fijn schapengras               | a                     | 0/+         |
| Festuca gigantea                               | Reuzenzwenkgras                | a                     | 0/+         |
| Festuca heterophylla                           | Draadzwenkgras                 | zzz                   | 0/+         |
| Festuca brevipila                              | Hard zwenkgras                 | a                     | 0/+         |
| Festuca ovina subsp. guestphalica              | Zinkschapengras                | zzz                   | ttt         |
| Festuca ovina subsp. hirtula                   | Ruig schapengras               | z                     | 0/+         |
| Festuca pallens                                | Kalkzwenkgras                  | x                     | tttt        |
| Festuca pratensis                              | Beemdlangbloem                 | a                     | t           |
| Festuca rubra                                  | Rood zwenkgras                 | a                     | 0/+         |
| Ficaria verna subsp. verna                     | Gewoon speenkruid              | a                     | 0/+         |
| Filago arvensis                                | Akkerviltkruid                 | zzz                   | t           |
| Filago lutescens                               | Geel viltkruid                 | zzz                   | ttt         |
| Filago minima                                  | Dwergviltkruid                 | a                     | t           |
| Filago pyramidata                              | Spatelviltkruid                | x                     | tttt        |
| Filago vulgaris                                | Duits viltkruid                | z                     | 0/+         |
| Filipendula ulmaria                            | Moerasspirea                   | a                     | 0/+         |
| Filipendula vulgaris                           | Knolspirea                     | zzz                   | t           |
| Fragaria moschata                              | Grote bosaardbei               | zzz                   | ttt         |
| Fragaria vesca                                 | Bosaardbei                     | a                     | tt          |
| Fraxinus excelsior                             | Es                             | a                     | 0/+         |
| Fritillaria meleagris                          | Wilde kievitsbloem             | zz                    | tt          |
| Fumaria capreolata                             | Rankende duivenkervel          | zz                    | 0/+         |
| Fumaria muralis                                | Middelste duivenkervel         | z                     | 0/+         |
| Fumaria officinalis                            | Gewone duivenkervel            | a                     | 0/+         |
|                                                |                                |                       |             |
| G                                              |                                |                       |             |
| Gagea lutea                                    | Bosgeelster                    | zz                    | 0/+         |
| Gagea minima                                   | Spitse geelster                |                       |             |
| Gagea pratensis                                | Weidegeelster                  | zz                    | 0/+         |
| Gagea spathacea                                | Schedegeelster                 | zz                    | 0/+         |
| Gagea villosa                                  | Akkergeelster                  | zz                    | 0/+         |
| Galanthus nivalis                              | Gewoon sneeuwklokje            | a                     | 0/+         |
| Galeopsis angustifolia                         | Smalle raai                    | zzz                   | ttt         |
| Galeopsis bifida                               | Gespleten hennepnetel          | a                     | 0/+         |
| Galeopsis ladanum                              | Brede raai                     | zzz                   | ttt         |
| Galeopsis pubescens                            | Zachte hennepnetel             | zzz                   | 0/+         |
| Galeopsis segetum                              | Bleekgele hennepnetel          | z                     | ttt         |
| Galeopsis speciosa                             | Dauwnetel                      | z                     | tt          |
| Galeopsis tetrahit                             | Gewone hennepnetel             | a                     | 0/+         |
| Galinsoga parviflora                           | Kaal knopkruid                 | a                     | 0/+         |
| Galinsoga quadriradiata                        | Harig knopkruid                | a                     | 0/+         |
| Galium aparine                                 | Kleefkruid                     | a                     | 0/+         |
| Galium boreale                                 | Noords walstro                 | zzz                   | tt          |
| Galium glaucum                                 | Zeegroen walstro               | x                     | tttt        |
| Galium mollugo                                 | Glad walstro                   | a                     | 0/+         |
| Galium odoratum                                | Lievevrouwebedstro             | a                     | 0/+         |
| Galium palustre                                | Moeraswalstro                  | a                     | 0/+         |
| Galium pumilum                                 | Kalkwalstro                    | zzz                   | t           |
| Galium saxatile                                | Liggend walstro                | a                     | t           |
| Galium sylvaticum                              | Boswalstro                     | x                     | tttt        |
| Galium tricornutum                             | Driehoornig walstro            | x                     | tttt        |
| Galium uliginosum                              | Ruw walstro                    | a                     | t           |
| Galium verum                                   | Geel walstro                   | a                     | 0/+         |
| Gaudinia fragilis                              | Gaudinia                       |                       |             |
| Genista anglica                                | Stekelbrem                     | a                     | tt          |
| Genista germanica                              | Duitse brem                    | zzz                   | ttt         |
| Genista pilosa                                 | Kruipbrem                      | z                     | tt          |
| Genista tinctoria                              | Verfbrem                       | zz                    | tt          |
| Gentiana cruciata                              | Kruisbladgentiaan              | zzz                   | 0/+         |
| Gentiana pneumonanthe                          | Klokjesgentiaan                | a                     | tt          |
| Gentianella amarella                           | Slanke gentiaan                | zzz                   | tt          |
| Gentianella campestris                         | Veldgentiaan                   | zzz                   | tt          |
| Gentianella germanica                          | Duitse gentiaan                | zzz                   | tt          |
| Gentianopsis ciliata                           | Franjegentiaan                 | zzz                   | tt          |
| Geranium columbinum                            | Fijne ooievaarsbek             | zz                    | t           |
| Geranium dissectum                             | Slipbladige ooievaarsbek       | a                     | 0/+         |
| Geranium lucidum                               | Glanzige ooievaarsbek          | z                     | 0/+         |
| Geranium molle                                 | Zachte ooievaarsbek            | a                     | 0/+         |
| Geranium phaeum                                | Donkere ooievaarsbek           | z                     | 0/+         |
| Geranium pratense                              | Beemdooievaarsbek              | z                     | 0/+         |
| Geranium purpureum                             | Klein robertskruid             | zz                    | 0/+         |
| Geranium pusillum                              | Kleine ooievaarsbek            | a                     | 0/+         |
| Geranium pyrenaicum                            | Bermooievaarsbek               | a                     | 0/+         |
| Geranium robertianum                           | Robertskruid                   | a                     | 0/+         |
| Geranium rotundifolium                         | Ronde ooievaarsbek             | zz                    | 0/+         |
| Geum rivale                                    | Knikkend nagelkruid            | zzz                   | t           |
| Geum urbanum                                   | Geel nagelkruid                | a                     | 0/+         |
| Glaucium flavum                                | Gele hoornpapaver              | zz                    | 0/+         |
| Glaux maritima                                 | Melkkruid                      | z                     | t           |
| Glebionis segetum                              | Gele ganzenbloem               | a                     | t           |
| Glechoma hederacea                             | Hondsdraf                      | a                     | 0/+         |
| Glyceria declinata                             | Getand vlotgras                | a                     | 0/+         |
| Glyceria fluitans                              | Mannagras                      | a                     | 0/+         |
| Glyceria maxima                                | Liesgras                       | a                     | 0/+         |
| Glyceria notata                                | Stomp vlotgras                 | a                     | 0/+         |
| Gnaphalium luteo-album                         | Bleekgele droogbloem           | a                     | 0/+         |
| Gnaphalium sylvaticum                          | Bosdroogbloem                  | a                     | t           |
| Gnaphalium uliginosum                          | Moerasdroogbloem               | a                     | 0/+         |
| Goodyera repens                                | Dennenorchis                   | zz                    | 0/+         |
| Gratiola officinalis                           | Genadekruid                    | zzz                   | tt          |
| Groenlandia densa                              | Paarbladig fonteinkruid        | z                     | 0/+         |
| Gymnadenia conopsea                            | Grote muggenorchis             | zzz                   | ttt         |
| Gymnocarpium dryopteris                        | Gebogen driehoeksvaren         | zz                    | 0/+         |
| Gymnocarpium robertianum                       | Rechte driehoeksvaren          | zzz                   | 0/+         |
| Gypsophila muralis                             | Gipskruid                      | zzz                   | 0/+         |
|                                                |                                |                       |             |
| H                                              |                                |                       |             |
| Hammarbya paludosa                             | Veenmosorchis                  | zzz                   | ttt         |
| Hedera helix                                   | Klimop                         | a                     | 0/+         |
| Helianthemum nummularium                       | Geel zonneroosje               | zzz                   | 0/+         |
| Helichrysum arenarium                          | Strobloem                      | zzz                   | 0/+         |
| Helictotrichon pratense                        | Beemdhaver                     | zzz                   | t           |
| Helictotrichon pubescens                       | Zachte haver                   | a                     | 0/+         |
| Helleborus foetidus                            | Stinkend nieskruid             | zz                    | 0/+         |
| Helleborus viridis                             | Wrangwortel                    | zzz                   | tt          |
| Heracleum sphondylium                          | Gewone berenklauw              | a                     | 0/+         |
| Herminium monorchis                            | Honingorchis                   | zzz                   | ttt         |
| Herniaria glabra                               | Kaal breukkruid                | a                     | 0/+         |
| Hesperis matronalis                            | Damastbloem                    | z                     | 0/+         |
| Hieracium amplexicaule                         | Stengelomvattend havikskruid   | zzz                   | 0/+         |
| Hieracium aurantiacum                          | Oranje havikskruid             | a                     | 0/+         |
| Hieracium caespitosum                          | Weidehavikskruid               | zz                    | 0/+         |
| Hieracium lactucella                           | Spits havikskruid              | zzz                   | ttt         |
| Hieracium laevigatum                           | Stijf havikskruid              | a                     | 0/+         |
| Hieracium murorum                              | Muurhavikskruid                | zz                    | t           |
| Hieracium peleterianum                         | Vals muizenoor                 | zzz                   | 0/+         |
| Hieracium pilosella                            | Muizenoor                      | a                     | t           |
| Hieracium praealtum                            | Grijs havikskruid              | zz                    | 0/+         |
| Hieracium sabaudum                             | Boshavikskruid                 | a                     | 0/+         |
| Hieracium umbellatum                           | Schermhavikskruid              | a                     | 0/+         |
| Hieracium vulgatum                             | Dicht havikskruid              | a                     | t           |
| Hierochloe odorata                             | Veenreukgras                   | z                     | tt          |
| Himantoglossum hircinum                        | Bokkenorchis                   | zzz                   | 0/+         |
| Hippocrepis comosa                             | Paardenhoefklaver              | x                     | tttt        |
| Hippophae rhamnoides                           | Duindoorn                      | a                     | 0/+         |
| Hippuris vulgaris                              | Lidsteng                       | a                     | 0/+         |
| Holcus lanatus                                 | Gestreepte witbol              | a                     | 0/+         |
| Holcus mollis                                  | Gladde witbol                  | a                     | 0/+         |
| Holosteum umbellatum                           | Heelbeen                       | zz                    | ttt         |
| Honckenya peploides                            | zeepostelein                   | z                     | t           |
| Hordelymus europaeus                           | Bosgerst                       |                       |             |
| Hordeum marinum                                | Zeegerst                       | zz                    | ttt         |
| Hordeum murinum                                | Kruipertje                     | a                     | 0/+         |
| Hordeum secalinum                              | Veldgerst                      | a                     | t           |
| Hottonia palustris                             | Waterviolier                   | a                     | t           |
| Humulus lupulus                                | Hop                            | a                     | 0/+         |
| Huperzia selago                                | Dennenwolfsklauw               | zz                    | t           |
| Hyacinthoides non-scripta                      | Wilde hyacint                  | a                     | 0/+         |
| Hydrocharis morsus-ranae                       | Kikkerbeet                     | a                     | 0/+         |
| Hydrocotyle vulgaris                           | Gewone waternavel              | a                     | t           |
| Hyoscyamus niger                               | Bilzekruid                     | zz                    | ttt         |
| Hypericum elodes                               | Moerashertshooi                | z                     | t           |
| Hypericum hirsutum                             | Ruig hertshooi                 | zz                    | t           |
| Hypericum humifusum                            | Liggend hertshooi              | a                     | 0/+         |
| Hypericum maculatum subsp. maculatum           | Gevlekt hertshooi              | zzz                   | tt          |
| Hypericum maculatum subsp. obtusiusculum       | Kantig hertshooi               | a                     | 0/+         |
| Hypericum montanum                             | Berghertshooi                  | zzz                   | tt          |
| Hypericum perforatum                           | Sint-Janskruid                 | a                     | 0/+         |
| Hypericum pulchrum                             | Fraai hertshooi                | zz                    | tt          |
| Hypericum tetrapterum                          | Gevleugeld hertshooi           | a                     | 0/+         |
| Hypochaeris glabra                             | Glad biggenkruid               | zz                    | ttt         |
| Hypochaeris maculata                           | Gevlekt biggenkruid            | x                     | tttt        |
| Hypochaeris radicata                           | Gewoon biggenkruid             | a                     | 0/+         |
|                                                |                                |                       |             |
| I                                              |                                |                       |             |
| Ilex aquifolium                                | Hulst                          | a                     | 0/+         |
| Illecebrum verticillatum                       | Grondster                      | z                     | tt          |
| Impatiens noli-tangere                         | Groot springzaad               | z                     | 0/+         |
| Impatiens parviflora                           | Klein springzaad               | a                     | 0/+         |
| Inula britannica                               | Engelse alant                  | z                     | t           |
| Inula conyzae                                  | Donderkruid                    | zz                    | 0/+         |
| Inula salicina                                 | Wilgalant                      | zzz                   | 0/+         |
| Iris pseudacorus                               | Gele lis                       | a                     | 0/+         |
| Isatis tinctoria                               | Wede                           | zz                    | 0/+         |
| Isoetes echinospora                            | Kleine biesvaren               | zzz                   | tt          |
| Isoetes lacustris                              | Grote biesvaren                | zzz                   | tt          |
| Isolepis setacea                               | Borstelbies                    | a                     | 0/+         |
|                                                |                                |                       |             |
| J                                              |                                |                       |             |
| Jacobaea aquatica                              | Waterkruiskruid                | a                     | t           |
| Jacobaea erucifolia                            | Viltig kruiskruid              | a                     | t           |
| Jacobaea paludosa                              | Moeraskruiskruid               | z                     | t           |
| Jacobaea vulgaris subsp. dunensis              | Duinkruiskruid                 | zz                    | 0/+         |
| Jacobaea vulgaris subsp. vulgaris              | Jakobskruiskruid               | a                     | 0/+         |
| Jasione montana                                | Zandblauwtje                   | a                     | t           |
| Juncus acutiflorus                             | Veldrus                        | a                     | 0/+         |
| Juncus alpinoarticulatus                       | Rechte rus                     | z                     | 0/+         |
| Juncus ambiguus                                | Zilte greppelrus               | z                     | 0/+         |
| Juncus articulatus                             | Zomprus                        | a                     | 0/+         |
| Juncus balticus                                | Noordse rus                    | zzz                   | 0/+         |
| Juncus bufonius                                | Greppelrus                     | a                     | 0/+         |
| Juncus bulbosus                                | Knolrus                        | a                     | t           |
| Juncus capitatus                               | Koprus                         | zzz                   | ttt         |
| Juncus compressus                              | Platte rus                     | a                     | 0/+         |
| Juncus conglomeratus                           | Biezenknoppen                  | a                     | 0/+         |
| Juncus effusus                                 | Pitrus                         | a                     | 0/+         |
| Juncus filiformis                              | Draadrus                       | zz                    | 0/+         |
| Juncus foliosus                                | Gestreepte greppelrus          | zzz                   | 0/+         |
| Juncus gerardii                                | Zilte rus                      | a                     | 0/+         |
| Juncus inflexus                                | Zeegroene rus                  | a                     | 0/+         |
| Juncus maritimus                               | Zeerus                         | zz                    | t           |
| Juncus pygmaeus                                | Dwergrus                       | zzz                   | tt          |
| Juncus squarrosus                              | Trekrus                        | a                     | t           |
| Juncus subnodulosus                            | Paddenrus                      | a                     | 0/+         |
| Juncus tenageia                                | Wijdbloeiende rus              | zz                    | ttt         |
| Juncus tenuis                                  | Tengere rus                    | a                     | 0/+         |
| Juniperus communis                             | Jeneverbes                     | a                     | tt          |
|                                                |                                |                       |             |
| K                                              |                                |                       |             |
| Kickxia elatine                                | Spiesleeuwenbek                | zz                    | t           |
| Kickxia spuria                                 | Eironde leeuwenbek             | zz                    | tt          |
| Knautia arvensis                               | Beemdkroon                     | z                     | t           |
| Koeleria macrantha                             | Smal fakkelgras                | z                     | 0/+         |
| Koeleria pyramidata                            | Breed fakkelgras               | zzz                   | t           |
|                                                |                                |                       |             |
| L                                              |                                |                       |             |
| Lactuca saligna                                | Wilgsla                        | x                     | tttt        |
| Lactuca serriola                               | Kompassla                      | a                     | 0/+         |
| Lactuca virosa                                 | Gifsla                         | zz                    | 0/+         |
| Lamiastrum galeobdolon                         | Gele dovenetel                 | a                     | 0/+         |
| Lamium album                                   | Witte dovenetel                | a                     | 0/+         |
| Lamium amplexicaule                            | Hoenderbeet                    | a                     | 0/+         |
| Lamium confertum                               | Brede dovenetel                | zz                    | 0/+         |
| Lamium hybridum                                | Ingesneden dovenetel           | a                     | 0/+         |
| Lamium maculatum                               | Gevlekte dovenetel             | a                     | 0/+         |
| Lamium purpureum                               | Paarse dovenetel               | a                     | 0/+         |
| Lapsana communis                               | Akkerkool                      | a                     | 0/+         |
| Lathraea squamaria                             | Bleke schubwortel              | zzz                   | tt          |
| Lathyrus aphaca                                | Naakte lathyrus                | zzz                   | ttt         |
| Lathyrus japonicus                             | Zeelathyrus                    | zzz                   | 0/+         |
| Lathyrus linifolius                            | Knollathyrus                   | zzz                   | ttt         |
| Lathyrus niger                                 | Zwarte lathyrus                | x                     | tttt        |
| Lathyrus nissolia                              | Graslathyrus                   | zz                    | 0/+         |
| Lathyrus palustris                             | Moeraslathyrus                 | z                     | t           |
| Lathyrus pratensis                             | Veldlathyrus                   | a                     | 0/+         |
| Lathyrus sylvestris                            | Boslathyrus                    | zz                    | 0/+         |
| Lathyrus tuberosus                             | Aardaker                       | z                     | 0/+         |
| Leersia oryzoides                              | Rijstgras                      | zz                    | t           |
| Legousia hybrida                               | Klein spiegelklokje            | zzz                   | ttt         |
| Legousia speculum-veneris                      | Groot spiegelklokje            | zz                    | ttt         |
| Lemna gibba                                    | Bultkroos                      | a                     | 0/+         |
| Lemna minor                                    | Klein kroos                    | a                     | 0/+         |
| Lemna trisulca                                 | Puntkroos                      | a                     | 0/+         |
| Leontodon autumnalis                           | Vertakte leeuwentand           | a                     | 0/+         |
| Leontodon hispidus                             | Ruige leeuwentand              | z                     | t           |
| Leontodon saxatilis                            | Kleine leeuwentand             | a                     | 0/+         |
| Leonurus cardiaca                              | Hartgespan                     | z                     | 0/+         |
| Lepidium campestre                             | Veldkruidkers                  | zz                    | tt          |
| Lepidium draba                                 | Pijlkruidkers                  | z                     | 0/+         |
| Lepidium graminifolium                         | Graskers                       | zzz                   | 0/+         |
| Lepidium heterophyllum                         | Rozetkruidkers                 | zz                    | 0/+         |
| Lepidium latifolium                            | Peperkers                      | zz                    | 0/+         |
| Lepidium ruderale                              | Steenkruidkers                 | a                     | 0/+         |
| Lepidium virginicum                            | Amerikaanse kruidkers          | z                     | 0/+         |
| Leucanthemum vulgare                           | Gewone margriet                | a                     | t           |
| Leucojum aestivum                              | Zomerklokje                    | zz                    | t           |
| Leucojum vernum                                | Lenteklokje                    | zz                    | 0/+         |
| Leymus arenarius                               | Zandhaver                      | z                     | 0/+         |
| Ligustrum vulgare                              | Wilde liguster                 | a                     | 0/+         |
| Lilium bulbiferum subsp. croceum               | Roggelelie                     | zzz                   | ttt         |
| Limonium humile                                | IJle lamsoor                   | zzz                   | 0/+         |
| Limonium vulgare                               | Lamsoor                        | z                     | 0/+         |
| Limosella aquatica                             | Slijkgroen                     | z                     | 0/+         |
| Linaria arvensis                               | Blauwe leeuwenbek              | x                     | tttt        |
| Linaria repens                                 | Gestreepte leeuwenbek          | zz                    | 0/+         |
| Linaria vulgaris                               | Vlasbekje                      | a                     | 0/+         |
| Linnaea borealis                               | Linnaeusklokje                 | zzz                   | tt          |
| Linum catharticum                              | Geelhartje                     | z                     | tt          |
| Liparis loeselii                               | Groenknolorchis                | zz                    | tt          |
| Lithospermum arvense                           | Ruw parelzaad                  | zz                    | ttt         |
| Lithospermum officinale                        | Glad parelzaad                 | zz                    | 0/+         |
| Littorella uniflora                            | Oeverkruid                     | z                     | tt          |
| Lobelia dortmanna                              | Waterlobelia                   | zzz                   | ttt         |
| Lolium multiflorum                             | Italiaans raaigras             | a                     | 0/+         |
| Lolium perenne                                 | Engels raaigras                | a                     | 0/+         |
| Lolium remotum                                 | Vlasdolik                      | x                     | tttt        |
| Lolium temulentum                              | Dolik                          | x                     | tttt        |
| Lonicera periclymenum                          | Wilde kamperfoelie             | a                     | 0/+         |
| Lonicera xylosteum                             | Rode kamperfoelie              | zz                    | 0/+         |
| Lotus corniculatus                             | Gewone rolklaver               | a                     | 0/+         |
| Lotus glaber                                   | Smalle rolklaver               | z                     | 0/+         |
| Lotus pedunculatus                             | Moerasrolklaver                | a                     | 0/+         |
| Ludwigia palustris                             | Waterlepeltje                  | zz                    | tt          |
| Lupinus polyphyllus                            | Vaste lupine                   | a                     | 0/+         |
| Luronium natans                                | Drijvende waterweegbree        | z                     | tt          |
| Luzula campestris                              | Gewone veldbies                | a                     | 0/+         |
| Luzula luzuloides                              | Witte veldbies                 | zz                    | 0/+         |
| Luzula multiflora                              | Veelbloemige veldbies          | a                     | 0/+         |
| Luzula pilosa                                  | Ruige veldbies                 | z                     | 0/+         |
| Luzula sylvatica                               | Grote veldbies                 | zz                    | 0/+         |
| Lycium barbarum                                | Boksdoorn                      | zz                    | 0/+         |
| Lycopodiella inundata                          | Moeraswolfsklauw               | a                     | 0/+         |
| Lycopodium annotinum                           | Stekende wolfsklauw            | zz                    | 0/+         |
| Lycopodium clavatum                            | Grote wolfsklauw               | zz                    | tt          |
| Lycopodium tristachyum                         | Kleine wolfsklauw              | zzz                   | ttt         |
| Lycopus europaeus                              | Wolfspoot                      | a                     | 0/+         |
| Lysimachia nemorum                             | Boswederik                     | zz                    | 0/+         |
| Lysimachia nummularia                          | Penningkruid                   | a                     | 0/+         |
| Lysimachia thyrsiflora                         | Moeraswederik                  | a                     | 0/+         |
| Lysimachia vulgaris                            | Grote wederik                  | a                     | 0/+         |
| Lythrum hyssopifolia                           | Kleine kattenstaart            | zzz                   | 0/+         |
| Lythrum portula                                | Waterpostelein                 | a                     | 0/+         |
| Lythrum salicaria                              | Grote kattenstaart             | a                     | 0/+         |
|                                                |                                |                       |             |
| M                                              |                                |                       |             |
| Maianthemum bifolium                           | Dalkruid                       | a                     | 0/+         |
| Malus sylvestris                               | Appel                          | a                     | 0/+         |
| Malva alcea                                    | Vijfdelig kaasjeskruid         | z                     | 0/+         |
| Malva moschata                                 | Muskuskaasjeskruid             | a                     | 0/+         |
| Malva neglecta                                 | Klein kaasjeskruid             | a                     | 0/+         |
| Malva pusilla                                  | Rond kaasjeskruid              | zz                    | t           |
| Malva sylvestris                               | Groot kaasjeskruid             | a                     | 0/+         |
| Marrubium vulgare                              | Malrove                        | zzz                   | ttt         |
| Marsilea quadrifolia                           | Klaverbladvaren                |                       |             |
| Matricaria chamomilla                          | Echte kamille                  | a                     | 0/+         |
| Matricaria discoidea                           | Schijfkamille                  | a                     | 0/+         |
| Matteuccia struthiopteris                      | Struisvaren                    | zz                    | 0/+         |
| Medicago arabica                               | Gevlekte rupsklaver            | a                     | 0/+         |
| Medicago falcata                               | Sikkelklaver                   | z                     | t           |
| Medicago lupulina                              | Hopklaver                      | a                     | 0/+         |
| Medicago minima                                | Kleine rupsklaver              | zz                    | 0/+         |
| Medicago polymorpha                            | Ruige rupsklaver               | zzz                   | 0/+         |
| Medicago sativa                                | Luzerne                        | a                     | 0/+         |
| Melampyrum arvense                             | Wilde weit                     | zzz                   | ttt         |
| Melampyrum pratense                            | Hengel                         | a                     | t           |
| Melica uniflora                                | Eenbloemig parelgras           | zz                    | 0/+         |
| Melilotus albus                                | Witte honingklaver             | a                     | 0/+         |
| Melilotus altissimus                           | Goudgele honingklaver          | a                     | 0/+         |
| Melilotus officinalis                          | Citroengele honingklaver       | a                     | 0/+         |
| Mentha aquatica                                | Watermunt                      | a                     | 0/+         |
| Mentha arvensis                                | Akkermunt                      | a                     | t           |
| Mentha longifolia                              | Hertsmunt                      | z                     | 0/+         |
| Mentha pulegium                                | Polei                          | zz                    | t           |
| Mentha suaveolens                              | Witte munt                     | zz                    | t           |
| Menyanthes trifoliata                          | Waterdrieblad                  | a                     | tt          |
| Mercurialis annua                              | Tuinbingelkruid                | a                     | 0/+         |
| Mercurialis perennis                           | Bosbingelkruid                 | zz                    | 0/+         |
| Mespilus germanica                             | Mispel                         | z                     | 0/+         |
| Mibora minima                                  | Dwerggras                      | zzz                   | 0/+         |
| Milium effusum                                 | Bosgierstgras                  | z                     | 0/+         |
| Milium vernale                                 | Ruw gierstgras                 | zz                    | 0/+         |
| Mimulus guttatus                               | Gele maskerbloem               | z                     | 0/+         |
| Minuartia hybrida                              | Tengere veldmuur               | zzz                   | ttt         |
| Misopates orontium                             | Akkerleeuwenbek                | z                     | ttt         |
| Moehringia trinervia                           | Drienerfmuur                   | a                     | 0/+         |
| Moenchia erecta                                | Kruismuur                      | x                     | tttt        |
| Molinia caerulea                               | Pijpenstrootje                 | a                     | 0/+         |
| Moneses uniflora                               | Eenbloemig wintergroen         | zzz                   | 0/+         |
| Monotropa hypopitys                            | Stofzaad                       | zz                    | ttt         |
| Montia fontana                                 | Groot bronkruid                | z                     | 0/+         |
| Montia minor                                   | Klein bronkruid                | a                     | 0/+         |
| Morella caroliniensis                          | Wasgagel                       | zzz                   | t           |
| Muscari botryoides                             | Blauwe druifjes                | a                     | 0/+         |
| Muscari comosum                                | Kuifhyacint                    | zz                    | 0/+         |
| Mycelis muralis                                | Muursla                        | a                     | 0/+         |
| Myosotis arvensis                              | Akkervergeet-mij-nietje        | a                     | 0/+         |
| Myosotis discolor                              | Veelkleurig vergeet-mij-nietje | a                     | 0/+         |
| Myosotis laxa subsp. cespitosa                 | Zompvergeet-mij-nietje         | a                     | 0/+         |
| Myosotis ramosissima                           | Ruw vergeet-mij-nietje         | a                     | 0/+         |
| Myosotis scorpioides subsp. nemorosa           | Weidevergeet-mij-nietje        | zzz                   | ttt         |
| Myosotis scorpioides subsp. scorpioides        | Moerasvergeet-mij-nietje       | a                     | 0/+         |
| Myosotis stricta                               | Stijf vergeet-mij-nietje       | zz                    | t           |
| Myosotis sylvatica                             | Bosvergeet-mij-nietje          | a                     | 0/+         |
| Myosoton aquaticum                             | Watermuur                      | a                     | 0/+         |
| Myosurus minimus                               | Muizenstaart                   | z                     | 0/+         |
| Myrica gale                                    | Wilde gagel                    | a                     | tt          |
| Myriophyllum alterniflorum                     | Teer vederkruid                | zz                    | t           |
| Myriophyllum spicatum                          | Aarvederkruid                  | a                     | 0/+         |
| Myriophyllum verticillatum                     | Kransvederkruid                | z                     | 0/+         |
| Myrrhis odorata                                | Roomse kervel                  | zz                    | 0/+         |
|                                                |                                |                       |             |
| N                                              |                                |                       |             |
| Najas marina                                   | Groot nimfkruid                | zz                    | 0/+         |
| Najas minor                                    | Klein nimfkruid                | zzz                   | tt          |
| Narcissus pseudonarcissus                      | Wilde narcis                   | z                     | 0/+         |
| Nardus stricta                                 | Borstelgras                    | a                     | tt          |
| Narthecium ossifragum                          | Beenbreek                      | z                     | tt          |
| Nasturtium microphyllum                        | Slanke waterkers               | a                     | 0/+         |
| Nasturtium officinale                          | Witte waterkers                | z                     | 0/+         |
| Neotinea ustulata                              | Aangebrande orchis             | x                     | tttt        |
| Neottia cordata                                | Kleine keverorchis             | zzz                   | 0/+         |
| Neottia nidus-avis                             | Vogelnestje                    | zzz                   | ttt         |
| Neottia ovata                                  | Grote keverorchis              | a                     | 0/+         |
| Nepeta cataria                                 | Wild kattenkruid               | zz                    | t           |
| Nuphar lutea                                   | Gele plomp                     | a                     | 0/+         |
| Nymphaea alba                                  | Witte waterlelie               | a                     | 0/+         |
| Nymphoides peltata                             | Watergentiaan                  | a                     | 0/+         |
|                                                |                                |                       |             |
| O                                              |                                |                       |             |
| Odontites vernus subsp. serotinus              | Rode ogentroost                | a                     | tt          |
| Odontites vernus subsp. vernus                 | Akkerogentroost                | zz                    | ttt         |
| Oenanthe aquatica                              | Watertorkruid                  | a                     | t           |
| Oenanthe crocata                               | Dodemansvingers                | zzz                   | 0/+         |
| Oenanthe fistulosa                             | Pijptorkruid                   | a                     | t           |
| Oenanthe lachenalii                            | Zilt torkruid                  | zz                    | tt          |
| Oenanthe silaifolia                            | Weidekervel-torkruid           | zzz                   | ttt         |
| Oenothera biennis                              | Middelste teunisbloem          | a                     | 0/+         |
| Oenothera deflexa                              | Zandteunisbloem                | z                     | 0/+         |
| Oenothera glazioviana                          | Grote teunisbloem              | a                     | 0/+         |
| Oenothera oakesiana                            | Duinteunisbloem                | zz                    | 0/+         |
| Onobrychis viciifolia                          | Esparcette                     | zz                    | 0/+         |
| Ononis repens subsp. repens                    | Kruipend stalkruid             | z                     | 0/+         |
| Ononis repens subsp. spinosa                   | Kattendoorn                    | a                     | tt          |
| Onopordum acanthium                            | Wegdistel                      | a                     | 0/+         |
| Ophioglossum vulgatum                          | Addertong                      | z                     | 0/+         |
| Ophrys apifera                                 | Bijenorchis                    | z                     | 0/+         |
| Ophrys insectifera                             | Vliegenorchis                  | zzz                   | ttt         |
| Orchis anthropophora                           | Poppenorchis                   | zzz                   | tt          |
| Orchis laxiflora                               | IJle orchis                    |                       |             |
| Orchis mascula                                 | Mannetjesorchis                | zzz                   | tt          |
| Orchis militaris                               | Soldaatje                      | zzz                   | 0/+         |
| Orchis purpurea                                | Purperorchis                   | zzz                   | ttt         |
| Orchis simia                                   | Aapjesorchis                   | zzz                   | 0/+         |
| Oreopteris limbosperma                         | Stippelvaren                   | zz                    | 0/+         |
| Origanum vulgare                               | Wilde marjolein                | a                     | 0/+         |
| Ornithogalum nutans                            | Knikkende vogelmelk            | zz                    | 0/+         |
| Ornithogalum umbellatum                        | Gewone vogelmelk               | a                     | 0/+         |
| Ornithopus perpusillus                         | Klein vogelpootje              | a                     | 0/+         |
| Orobanche caryophyllacea                       | Walstrobremraap                | zz                    | 0/+         |
| Orobanche hederae                              | Klimopbremraap                 | zz                    | 0/+         |
| Orobanche lutea                                | Rode bremraap                  | zzz                   | 0/+         |
| Orobanche minor                                | Klavervreter                   | zz                    | t           |
| Orobanche picridis                             | Bitterkruidbremraap            | zz                    | 0/+         |
| Orobanche purpurea                             | Blauwe bremraap                | zz                    | t           |
| Orobanche ramosa                               | Hennepvreter                   | x                     | tttt        |
| Orobanche rapum-genistae                       | Grote bremraap                 | zzz                   | tt          |
| Orobanche reticulata                           | Distelbremraap                 | zzz                   | 0/+         |
| Orthilia secunda                               | Eenzijdig wintergroen          | x                     | tttt        |
| Osmunda regalis                                | Koningsvaren                   | a                     | 0/+         |
| Oxalis acetosella                              | Witte klaverzuring             | a                     | 0/+         |
| Oxalis corniculata                             | Gehoornde klaverzuring         | a                     | 0/+         |
| Oxalis stricta                                 | Stijve klaverzuring            | a                     | 0/+         |
|                                                |                                |                       |             |
| P                                              |                                |                       |             |
| Papaver argemone                               | Ruige klaproos                 | a                     | t           |
| Papaver dubium                                 | Bleke klaproos                 | a                     | 0/+         |
| Papaver rhoeas                                 | Grote klaproos                 | a                     | 0/+         |
| Parapholis strigosa                            | Dunstaart                      | zz                    | t           |
| Parentucellia viscosa                          | Kleverige ogentroost           | z                     | 0/+         |
| Parietaria judaica                             | Klein glaskruid                | z                     | 0/+         |
| Parietaria officinalis                         | Groot glaskruid                | zz                    | 0/+         |
| Paris quadrifolia                              | Eenbes                         | zz                    | 0/+         |
| Parnassia palustris                            | Parnassia                      | z                     | tt          |
| Parthenocissus inserta                         | Valse wingerd                  | z                     | 0/+         |
| Pastinaca sativa subsp. sativa                 | Pastinaak                      | a                     | 0/+         |
| Pastinaca sativa subsp. urens                  | Brandpastinaak                 | zz                    | 0/+         |
| Pedicularis palustris                          | Moeraskartelblad               | z                     | tt          |
| Pedicularis sylvatica                          | Heidekartelblad                | z                     | ttt         |
| Persicaria amphibia                            | Veenwortel                     | a                     | 0/+         |
| Persicaria bistorta                            | Adderwortel                    | z                     | 0/+         |
| Persicaria hydropiper                          | Waterpeper                     | a                     | 0/+         |
| Persicaria lapathifolia                        | Beklierde duizendknoop         | a                     | 0/+         |
| Persicaria maculosa                            | Perzikkruid                    | a                     | 0/+         |
| Persicaria minor                               | Kleine duizendknoop            | a                     | 0/+         |
| Persicaria mitis                               | Zachte duizendknoop            | a                     | 0/+         |
| Petasites hybridus                             | Groot hoefblad                 | a                     | 0/+         |
| Petrorhagia prolifera                          | Slanke mantelanjer             | zz                    | t           |
| Petroselinum segetum                           | Wilde peterselie               | zzz                   | 0/+         |
| Peucedanum carvifolia                          | Karwijvarkenskervel            | zz                    | t           |
| Peucedanum officinale                          | Varkensvenkel                  | zzz                   | 0/+         |
| Peucedanum palustre                            | Melkeppe                       | a                     | t           |
| Phalaris arundinacea                           | Rietgras                       | a                     | 0/+         |
| Phegopteris connectilis                        | Smalle beukvaren               | zzz                   | 0/+         |
| Phleum arenarium                               | Zanddoddegras                  | z                     | 0/+         |
| Phleum pratense subsp. pratense                | Timoteegras                    | a                     | 0/+         |
| Phleum pratense subsp. serotinum               | Klein timoteegras              | a                     | 0/+         |
| Phragmites australis                           | Riet                           | a                     | 0/+         |
| Phyteuma spicatum subsp. nigrum                | Zwartblauwe rapunzel           | zz                    | tt          |
| Phyteuma spicatum subsp. spicatum              | Witte rapunzel                 | zzz                   | tt          |
| Picris echioides                               | Dubbelkelk                     | z                     | 0/+         |
| Picris hieracioides                            | Echt bitterkruid               | a                     | 0/+         |
| Pilularia globulifera                          | Pilvaren                       | z                     | 0/+         |
| Pimpinella major                               | Grote bevernel                 | z                     | 0/+         |
| Pimpinella saxifraga                           | Kleine bevernel                | z                     | tt          |
| Pinguicula vulgaris                            | Vetblad                        | zz                    | ttt         |
| Pinus sylvestris                               | Grove den                      | a                     | 0/+         |
| Plantago coronopus                             | Hertshoornweegbree             | a                     | 0/+         |
| Plantago lanceolata                            | Smalle weegbree                | a                     | 0/+         |
| Plantago major subsp. intermedia               | Getande weegbree               | a                     | 0/+         |
| Plantago major subsp. major                    | Grote weegbree                 | a                     | 0/+         |
| Plantago maritima                              | Zeeweegbree                    | z                     | tt          |
| Plantago media                                 | Ruige weegbree                 | z                     | ttt         |
| Platanthera bifolia                            | Welriekende nachtorchis        | zz                    | ttt         |
| Platanthera montana                            | Bergnachtorchis                | zzz                   | t           |
| Poa angustifolia                               | Smal beemdgras                 | a                     | 0/+         |
| Poa annua                                      | Straatgras                     | a                     | 0/+         |
| Poa bulbosa                                    | Knolbeemdgras                  | zz                    | 0/+         |
| Poa chaixii                                    | Bergbeemdgras                  | zzz                   | tt          |
| Poa compressa                                  | Plat beemdgras                 | a                     | 0/+         |
| Poa nemoralis                                  | Schaduwgras                    | a                     | 0/+         |
| Poa palustris                                  | Moerasbeemdgras                | a                     | 0/+         |
| Poa pratensis                                  | Veldbeemdgras                  | a                     | 0/+         |
| Poa trivialis                                  | Ruw beemdgras                  | a                     | 0/+         |
| Polygala comosa                                | Kuifvleugeltjesbloem           | zzz                   | t           |
| Polygala serpyllifolia                         | Liggende vleugeltjesbloem      | z                     | ttt         |
| Polygala vulgaris                              | Gewone vleugeltjesbloem        | z                     | tt          |
| Polygonatum multiflorum                        | Gewone salomonszegel           | a                     | 0/+         |
| Polygonatum odoratum                           | Welriekende salomonszegel      | zz                    | 0/+         |
| Polygonatum verticillatum                      | Kranssalomonszegel             | zzz                   | 0/+         |
| Polygonum aviculare                            | Gewoon varkensgras             | a                     | 0/+         |
| Polygonum maritimum                            | Strandvarkensgras              |                       |             |
| Polygonum oxyspermum subsp. raii               | Zandvarkensgras                | zzz                   | 0/+         |
| Polypodium interjectum                         | Brede eikvaren                 | zz                    | 0/+         |
| Polypodium vulgare                             | Gewone eikvaren                | a                     | 0/+         |
| Polystichum aculeatum                          | Stijve naaldvaren              | zz                    | 0/+         |
| Polystichum lonchitis                          | Lansvaren                      | zzz                   | 0/+         |
| Polystichum setiferum                          | Zachte naaldvaren              | zz                    | 0/+         |
| Populus alba                                   | Witte abeel                    | a                     | 0/+         |
| Populus nigra                                  | Zwarte populier                | a                     | 0/+         |
| Populus tremula                                | Ratelpopulier                  | a                     | 0/+         |
| Portulaca oleracea                             | Postelein                      | a                     | 0/+         |
| Potamogeton acutifolius                        | Spits fonteinkruid             | z                     | tt          |
| Potamogeton alpinus                            | Rossig fonteinkruid            | zz                    | tt          |
| Potamogeton berchtoldii                        | Klein fonteinkruid             | z                     | 0/+         |
| Potamogeton coloratus                          | Weegbreefonteinkruid           | zzz                   | 0/+         |
| Potamogeton compressus                         | Plat fonteinkruid              | z                     | tt          |
| Potamogeton crispus                            | Gekroesd fonteinkruid          | a                     | 0/+         |
| Potamogeton filiformis                         | Draadfonteinkruid              | zzz                   | 0/+         |
| Potamogeton gramineus                          | Ongelijkbladig fonteinkruid    | zz                    | t           |
| Potamogeton lucens                             | Glanzig fonteinkruid           | a                     | t           |
| Potamogeton mucronatus                         | Puntig fonteinkruid            | z                     | 0/+         |
| Potamogeton natans                             | Drijvend fonteinkruid          | a                     | 0/+         |
| Potamogeton nodosus                            | Rivierfonteinkruid             | zz                    | 0/+         |
| Potamogeton obtusifolius                       | Stomp fonteinkruid             | z                     | t           |
| Potamogeton pectinatus                         | Schedefonteinkruid             | a                     | 0/+         |
| Potamogeton perfoliatus                        | Doorgroeid fonteinkruid        | a                     | t           |
| Potamogeton polygonifolius                     | Duizendknoopfonteinkruid       | a                     | 0/+         |
| Potamogeton praelongus                         | Langstengelig fonteinkruid     | zzz                   | tt          |
| Potamogeton pusillus                           | Tenger fonteinkruid            | a                     | 0/+         |
| Potamogeton trichoides                         | Haarfonteinkruid               | a                     | 0/+         |
| Potamogeton x angustifolius                    | Gegolfd fonteinkruid           | zzz                   | 0/+         |
| Potentilla anglica                             | Kruipganzerik                  | a                     | 0/+         |
| Potentilla anserina                            | Zilverschoon                   | a                     | 0/+         |
| Potentilla argentea                            | Viltganzerik                   | a                     | 0/+         |
| Potentilla erecta                              | Tormentil                      | a                     | t           |
| Potentilla intermedia                          | Middelste ganzerik             | z                     | 0/+         |
| Potentilla norvegica                           | Noorse ganzerik                | z                     | 0/+         |
| Potentilla recta                               | Rechte ganzerik                | z                     | 0/+         |
| Potentilla reptans                             | Vijfvingerkruid                | a                     | 0/+         |
| Potentilla sterilis                            | Aardbeiganzerik                | zz                    | t           |
| Potentilla supina                              | Liggende ganzerik              | z                     | 0/+         |
| Potentilla tabernaemontani                     | Voorjaarsganzerik              | zz                    | tt          |
| Primula elatior                                | Slanke sleutelbloem            | z                     | 0/+         |
| Primula veris                                  | Gulden sleutelbloem            | zz                    | t           |
| Primula vulgaris                               | Stengelloze sleutelbloem       | zz                    | t           |
| Prunella vulgaris                              | Gewone brunel                  | a                     | 0/+         |
| Prunus avium                                   | Zoete kers                     | a                     | 0/+         |
| Prunus padus                                   | Gewone vogelkers               | a                     | 0/+         |
| Prunus spinosa                                 | Sleedoorn                      | a                     | 0/+         |
| Pseudofumaria lutea                            | Gele helmbloem                 | z                     | 0/+         |
| Pseudorchis albida                             | Witte muggenorchis             | x                     | tttt        |
| Pteridium aquilinum                            | Adelaarsvaren                  | a                     | 0/+         |
| Puccinellia distans subsp. borealis            | Bleek kweldergras              | zzz                   | t           |
| Puccinellia distans subsp. distans             | Stomp kweldergras              | a                     | 0/+         |
| Puccinellia fasciculata                        | Blauw kweldergras              | zzz                   | t           |
| Puccinellia maritima                           | Gewoon kweldergras             | z                     | tt          |
| Puccinellia rupestris                          | Dichtbloemig kweldergras       | x                     | tttt        |
| Pulicaria dysenterica                          | Heelblaadjes                   | a                     | 0/+         |
| Pulicaria vulgaris                             | Klein vlooienkruid             | z                     | 0/+         |
| Pulmonaria montana                             | Smal longkruid                 | zzz                   | 0/+         |
| Pulmonaria officinalis                         | Gevlekt longkruid              | z                     | 0/+         |
| Pulsatilla vulgaris                            | Wildemanskruid                 | x                     | tttt        |
| Pyrola minor                                   | Klein wintergroen              | zz                    | tt          |
| Pyrola rotundifolia                            | Rond wintergroen               | z                     | t           |
| Pyrus communis                                 | Peer                           | z                     | 0/+         |
|                                                |                                |                       |             |
| Q                                              |                                |                       |             |
| Quercus petraea                                | Wintereik                      | a                     | 0/+         |
| Quercus robur                                  | Zomereik                       | a                     | 0/+         |
| Quercus rubra                                  | Amerikaanse eik                | a                     | 0/+         |
|                                                |                                |                       |             |
| R                                              |                                |                       |             |
| Radiola linoides                               | Dwergvlas                      | zz                    | ttt         |
| Ranunculus acris                               | Scherpe boterbloem             | a                     | 0/+         |
| Ranunculus aquatilis                           | Fijne waterranonkel            | a                     | 0/+         |
| Ranunculus arvensis                            | Akkerboterbloem                | zzz                   | ttt         |
| Ranunculus auricomus                           | Gulden boterbloem              | z                     | t           |
| Ranunculus baudotii                            | Zilte waterranonkel            | z                     | t           |
| Ranunculus bulbosus                            | Knolboterbloem                 | a                     | 0/+         |
| Ranunculus circinatus                          | Stijve waterranonkel           | a                     | 0/+         |
| Ranunculus flammula                            | Egelboterbloem                 | a                     | 0/+         |
| Ranunculus fluitans                            | Vlottende waterranonkel        | zz                    | tt          |
| Ranunculus hederaceus                          | Klimopwaterranonkel            | zz                    | t           |
| Ranunculus lingua                              | Grote boterbloem               | a                     | t           |
| Ranunculus ololeucos                           | Witte waterranonkel            | zz                    | tt          |
| Ranunculus omiophyllus                         | Drijvende waterranonkel        | x                     | tttt        |
| Ranunculus peltatus                            | Grote waterranonkel            | a                     | 0/+         |
| Ranunculus polyanthemos subsp. nemorosus       | Bosboterbloem                  | x                     | tttt        |
| Ranunculus polyanthemos subsp. polyanthemoides | Kalkboterbloem                 | zzz                   | ttt         |
| Ranunculus repens                              | Kruipende boterbloem           | a                     | 0/+         |
| Ranunculus sardous                             | Behaarde boterbloem            | a                     | 0/+         |
| Ranunculus sceleratus                          | Blaartrekkende boterbloem      | a                     | 0/+         |
| Ranunculus tripartitus                         | Driedelige waterranonkel       | x                     | tttt        |
| Raphanus raphanistrum                          | Knopherik                      | a                     | t           |
| Reseda lutea                                   | Wilde reseda                   | a                     | 0/+         |
| Reseda luteola                                 | Wouw                           | a                     | 0/+         |
| Rhamnus cathartica                             | Wegedoorn                      | a                     | 0/+         |
| Rhamnus frangula                               | Sporkehout                     | a                     | 0/+         |
| Rhinanthus alectorolophus                      | Harige ratelaar                | zz                    | 0/+         |
| Rhinanthus angustifolius                       | Grote ratelaar                 | a                     | t           |
| Rhinanthus minor                               | Kleine ratelaar                | a                     | tt          |
| Rhynchospora alba                              | Witte snavelbies               | z                     | tt          |
| Rhynchospora fusca                             | Bruine snavelbies              | a                     | t           |
| Ribes alpinum                                  | Alpenbes                       | zz                    | 0/+         |
| Ribes nigrum                                   | Zwarte bes                     | a                     | 0/+         |
| Ribes rubrum                                   | Aalbes                         | a                     | 0/+         |
| Ribes uva-crispa                               | Kruisbes                       | a                     | 0/+         |
| Robinia pseudoacacia                           | Robinia                        | a                     | 0/+         |
| Rorippa amphibia                               | Gele waterkers                 | a                     | 0/+         |
| Rorippa austriaca                              | Oostenrijkse kers              | z                     | 0/+         |
| Rorippa palustris                              | Moeraskers                     | a                     | 0/+         |
| Rorippa sylvestris                             | Akkerkers                      | a                     | 0/+         |
| Rosa agrestis                                  | Kraagroos                      | zzz                   | ttt         |
| Rosa arvensis                                  | Bosroos                        | zz                    | 0/+         |
| Rosa balsamica                                 | Beklierde heggenroos           | zz                    | 0/+         |
| Rosa caesia                                    | Behaarde struweelroos          | zzz                   | 0/+         |
| Rosa canina                                    | Hondsroos                      | a                     | 0/+         |
| Rosa corymbifera                               | Heggenroos                     | z                     | 0/+         |
| Rosa dumalis                                   | Kale struweelroos              | zz                    | t           |
| Rosa henkeri-schulzei                          | Schijnegelantier               | zz                    | 0/+         |
| Rosa inodora                                   | Schijnkraagroos                | zzz                   | 0/+         |
| Rosa majalis                                   | Kaneelroos                     | zz                    | 0/+         |
| Rosa micrantha                                 | Kleinbloemige roos             | zz                    | t           |
| Rosa pseudoscabriuscula                        | Schijnviltroos                 | zzz                   | 0/+         |
| Rosa rubiginosa                                | Egelantier                     | a                     | 0/+         |
| Rosa sherardii                                 | Berijpte viltroos              | zzz                   | 0/+         |
| Rosa spinosissima                              | Duinroos                       | z                     | 0/+         |
| Rosa subcanina                                 | Schijnhondsroos                | zz                    | 0/+         |
| Rosa subcollina                                | Schijnheggenroos               | zzz                   | 0/+         |
| Rosa tomentosa                                 | Viltroos                       | zz                    | tt          |
| Rosa villosa                                   | Bottelroos s.s.                | zzz                   | tt          |
| Rubia tinctorum                                | Meekrap                        | x                     | tttt        |
| Rubus caesius                                  | Dauwbraam                      | a                     | 0/+         |
| Rubus corylifolius                             | Hazelaarbraam                  | a                     | 0/+         |
| Rubus fruticosus                               | Gewone braam                   | a                     | 0/+         |
| Rubus idaeus                                   | Framboos                       | a                     | 0/+         |
| Rubus saxatilis                                | Steenbraam                     | zzz                   | ttt         |
| Rudbeckia laciniata                            | Slipbladige rudbeckia          | zz                    | 0/+         |
| Rumex acetosa                                  | Veldzuring                     | a                     | 0/+         |
| Rumex acetosella                               | Schapenzuring                  | a                     | 0/+         |
| Rumex aquaticus                                | Paardenzuring                  | x                     | tttt        |
| Rumex conglomeratus                            | Kluwenzuring                   | a                     | 0/+         |
| Rumex crispus                                  | Krulzuring                     | a                     | 0/+         |
| Rumex hydrolapathum                            | Waterzuring                    | a                     | 0/+         |
| Rumex maritimus                                | Goudzuring                     | a                     | 0/+         |
| Rumex obtusifolius                             | Ridderzuring                   | a                     | 0/+         |
| Rumex palustris                                | Moeraszuring                   | a                     | 0/+         |
| Rumex sanguineus                               | Bloedzuring                    | a                     | 0/+         |
| Rumex scutatus                                 | Spaanse zuring                 | zzz                   | 0/+         |
| Rumex thyrsiflorus                             | Geoorde zuring                 | z                     | 0/+         |
| Ruppia cirrhosa                                | Spiraalruppia                  | zzz                   | tt          |
| Ruppia maritima                                | Snavelruppia                   | zz                    | t           |
|                                                |                                |                       |             |
| S                                              |                                |                       |             |
| Sagina apetala                                 | Donkere vetmuur                | a                     | 0/+         |
| Sagina maritima                                | Zeevetmuur                     | zz                    | 0/+         |
| Sagina micropetala                             | Uitstaande vetmuur             | a                     | 0/+         |
| Sagina nodosa                                  | Sierlijke vetmuur              | z                     | tt          |
| Sagina procumbens                              | Liggende vetmuur               | a                     | 0/+         |
| Sagina subulata                                | Priemvetmuur                   | x                     | tttt        |
| Sagittaria sagittifolia                        | Pijlkruid                      | a                     | 0/+         |
| Salicornia europaea                            | Kortarige zeekraal             | z                     | t           |
| Salicornia procumbens                          | Langarige zeekraal             | z                     | 0/+         |
| Salicornia pusilla                             | Eenbloemige zeekraal           | zzz                   | 0/+         |
| Salix alba                                     | Schietwilg                     | a                     | 0/+         |
| Salix aurita                                   | Geoorde wilg                   | a                     | 0/+         |
| Salix caprea                                   | Boswilg                        | a                     | 0/+         |
| Salix cinerea subsp. cinerea                   | Grauwe wilg                    | a                     | 0/+         |
| Salix cinerea subsp. oleifolia                 | Rossige wilg                   | z                     | 0/+         |
| Salix dasyclados                               | Duitse dot                     | z                     | 0/+         |
| Salix fragilis                                 | Kraakwilg                      | a                     | 0/+         |
| Salix pentandra                                | Laurierwilg                    | z                     | 0/+         |
| Salix purpurea                                 | Bittere wilg                   | a                     | 0/+         |
| Salix repens                                   | Kruipwilg                      | a                     | t           |
| Salix triandra                                 | Amandelwilg                    | a                     | 0/+         |
| Salix viminalis                                | Katwilg                        | a                     | 0/+         |
| Salsola kali                                   | Stekend loogkruid              | zz                    | 0/+         |
| Salsola tragus                                 | Zacht loogkruid                | zz                    | t           |
| Salvia pratensis                               | Veldsalie                      | zz                    | t           |
| Salvia verbenaca                               | Kleinbloemige salie            | zzz                   | t           |
| Salvia verticillata                            | Kranssalie                     | zzz                   | ttt         |
| Salvinia natans                                | Kleine vlotvaren               | x                     | tttt        |
| Sambucus ebulus                                | Kruidvlier                     | zz                    | t           |
| Sambucus nigra                                 | Gewone vlier                   | a                     | 0/+         |
| Sambucus racemosa                              | Trosvlier                      | a                     | 0/+         |
| Samolus valerandi                              | Waterpunge                     | a                     | t           |
| Sanguisorba minor subsp. minor                 | Kleine pimpernel               | a                     | 0/+         |
| Sanguisorba officinalis                        | Grote pimpernel                | z                     | 0/+         |
| Sanicula europaea                              | Heelkruid                      | zz                    | t           |
| Saponaria officinalis                          | Zeepkruid                      | a                     | 0/+         |
| Saxifraga granulata                            | Knolsteenbreek                 | zz                    | tt          |
| Saxifraga tridactylites                        | Kandelaartje                   | z                     | 0/+         |
| Scabiosa columbaria                            | Duifkruid                      | zz                    | tt          |
| Scandix pecten-veneris                         | Naaldenkervel                  | zzz                   | ttt         |
| Scheuchzeria palustris                         | Veenbloembies                  | zzz                   | ttt         |
| Schoenoplectus lacustris                       | Mattenbies                     | a                     | 0/+         |
| Schoenoplectus pungens                         | Stekende bies                  | zzz                   | tt          |
| Schoenoplectus tabernaemontani                 | Ruwe bies                      | a                     | 0/+         |
| Schoenoplectus triqueter                       | Driekantige bies               | zz                    | tt          |
| Schoenus nigricans                             | Knopbies                       | zz                    | tt          |
| Scilla bifolia                                 | Vroege sterhyacint             | zz                    | 0/+         |
| Scilla siberica                                | Oosterse sterhyacint           | z                     | 0/+         |
| Scirpoides holoschoenus                        | Kogelbies                      | zzz                   | 0/+         |
| Scirpus sylvaticus                             | Bosbies                        | a                     | 0/+         |
| Scleranthus annuus subsp. annuus               | Eenjarige hardbloem s.s.       | a                     | 0/+         |
| Scleranthus annuus subsp. polycarpos           | Kleine hardbloem               | zz                    | 0/+         |
| Scleranthus perennis                           | Overblijvende hardbloem        | zzz                   | ttt         |
| Scorzonera humilis                             | Kleine schorseneer             | zzz                   | tt          |
| Scrophularia auriculata                        | Geoord helmkruid               | a                     | 0/+         |
| Scrophularia canina                            | Hondshelmkruid                 |                       |             |
| Scrophularia nodosa                            | Knopig helmkruid               | a                     | 0/+         |
| Scrophularia umbrosa                           | Gevleugeld helmkruid           | a                     | 0/+         |
| Scrophularia vernalis                          | Voorjaarshelmkruid             | zz                    | 0/+         |
| Scutellaria columnae                           | Trosglidkruid                  | zz                    | 0/+         |
| Scutellaria galericulata                       | Blauw glidkruid                | a                     | 0/+         |
| Scutellaria minor                              | Klein glidkruid                | zz                    | ttt         |
| Securigera varia                               | Bont kroonkruid                | z                     | 0/+         |
| Sedum acre                                     | Muurpeper                      | a                     | 0/+         |
| Sedum album                                    | Wit vetkruid                   | a                     | 0/+         |
| Sedum cepaea                                   | Omgebogen vetkruid             | x                     | tttt        |
| Sedum hispanicum                               | Spaans vetkruid                |                       |             |
| Sedum rupestre                                 | Tripmadam                      | z                     | t           |
| Sedum sexangulare                              | Zacht vetkruid                 | z                     | t           |
| Sedum telephium                                | Hemelsleutel                   | a                     | 0/+         |
| Selinum carvifolia                             | Karwijselie                    | zzz                   | ttt         |
| Senecio nemorensis                             | Schaduwkruiskruid              | zz                    | 0/+         |
| Senecio sarracenicus                           | Rivierkruiskruid               | zz                    | 0/+         |
| Senecio sylvaticus                             | Boskruiskruid                  | a                     | 0/+         |
| Senecio viscosus                               | Kleverig kruiskruid            | a                     | 0/+         |
| Senecio vulgaris                               | Klein kruiskruid               | a                     | 0/+         |
| Serratula tinctoria                            | Zaagblad                       | x                     | tttt        |
| Seseli montanum                                | Bergseselie                    |                       |             |
| Sesleria albicans                              | Blauwgras                      | x                     | tttt        |
| Setaria pumila                                 | Geelrode naaldaar              | a                     | 0/+         |
| Setaria verticillata                           | Kransnaaldaar                  | a                     | 0/+         |
| Setaria viridis                                | Groene naaldaar                | a                     | 0/+         |
| Sherardia arvensis                             | Blauw walstro                  | z                     | t           |
| Silaum silaus                                  | Weidekervel                    | zz                    | t           |
| Silene baccifera                               | Besanjelier                    | zzz                   | tt          |
| Silene conica                                  | Kegelsilene                    | zz                    | 0/+         |
| Silene dioica                                  | Dagkoekoeksbloem               | a                     | 0/+         |
| Silene flos-cuculi                             | Echte koekoeksbloem            | a                     | 0/+         |
| Silene gallica                                 | Franse silene                  | zz                    | ttt         |
| Silene latifolia subsp. alba                   | Avondkoekoeksbloem             | a                     | 0/+         |
| Silene noctiflora                              | Nachtkoekoeksbloem             | zz                    | ttt         |
| Silene nutans                                  | Nachtsilene                    | zz                    | 0/+         |
| Silene otites                                  | Oorsilene                      | zz                    | 0/+         |
| Silene vulgaris                                | Blaassilene                    | a                     | 0/+         |
| Sinapis arvensis                               | Herik                          | a                     | 0/+         |
| Sisymbrium altissimum                          | Hongaarse raket                | a                     | 0/+         |
| Sisymbrium austriacum subsp. chrysanthum       | Maasraket                      | zz                    | 0/+         |
| Sisymbrium loeselii                            | Spiesraket                     | zzz                   | tt          |
| Sisymbrium officinale                          | Gewone raket                   | a                     | 0/+         |
| Sisymbrium orientale                           | Oosterse raket                 | z                     | 0/+         |
| Sisymbrium supinum                             | Liggende raket                 | x                     | tttt        |
| Sium latifolium                                | Grote watereppe                | a                     | t           |
| Smyrnium olusatrum                             | Zwartmoeskervel                | zzz                   | 0/+         |
| Solanum dulcamara                              | Bitterzoet                     | a                     | 0/+         |
| Solanum nigrum subsp. nigrum                   | Zwarte nachtschade             | a                     | 0/+         |
| Solanum nigrum subsp. schultesii               | Beklierde nachtschade          | a                     | 0/+         |
| Solidago canadensis                            | Canadese guldenroede           | a                     | 0/+         |
| Solidago virgaurea                             | Echte guldenroede              | z                     | tt          |
| Sonchus arvensis                               | Akkermelkdistel                | a                     | 0/+         |
| Sonchus asper                                  | Gekroesde melkdistel           | a                     | 0/+         |
| Sonchus oleraceus                              | Gewone melkdistel              | a                     | 0/+         |
| Sonchus palustris                              | Moerasmelkdistel               | a                     | 0/+         |
| Sorbus aucuparia                               | Wilde lijsterbes               | a                     | 0/+         |
| Sparganium angustifolium                       | Drijvende egelskop             | zz                    | t           |
| Sparganium emersum                             | Kleine egelskop                | a                     | 0/+         |
| Sparganium erectum                             | Grote egelskop                 | a                     | 0/+         |
| Sparganium natans                              | Kleinste egelskop              | zz                    | ttt         |
| Spartina anglica                               | Engels slijkgras               | z                     | 0/+         |
| Spartina maritima                              | Klein slijkgras                | x                     | tttt        |
| Spergula arvensis                              | Gewone spurrie                 | a                     | 0/+         |
| Spergula morisonii                             | Heidespurrie                   | a                     | 0/+         |
| Spergularia media                              | Gerande schijnspurrie          | a                     | 0/+         |
| Spergularia rubra                              | Rode schijnspurrie             | a                     | 0/+         |
| Spergularia salina                             | Zilte schijnspurrie            | a                     | t           |
| Spergularia segetalis                          | Korenschijnspurrie             | x                     | tttt        |
| Spiranthes aestivalis                          | Zomerschroeforchis             | x                     | tttt        |
| Spiranthes spiralis                            | Herfstschroeforchis            | zzz                   | ttt         |
| Spirodela polyrhiza                            | Veelwortelig kroos             | a                     | 0/+         |
| Stachys alpina                                 | Alpenandoorn                   | zzz                   | 0/+         |
| Stachys arvensis                               | Akkerandoorn                   | z                     | ttt         |
| Stachys officinalis                            | Betonie                        | zz                    | tt          |
| Stachys palustris                              | Moerasandoorn                  | a                     | 0/+         |
| Stachys recta                                  | Bergandoorn                    | zzz                   | tt          |
| Stachys sylvatica                              | Bosandoorn                     | a                     | 0/+         |
| Stellaria graminea                             | Grasmuur                       | a                     | 0/+         |
| Stellaria holostea                             | Grote muur                     | a                     | 0/+         |
| Stellaria media                                | Vogelmuur                      | a                     | 0/+         |
| Stellaria neglecta                             | Heggenvogelmuur                | zz                    | 0/+         |
| Stellaria nemorum                              | Bosmuur                        | zz                    | 0/+         |
| Stellaria pallida                              | Duinvogelmuur                  | a                     | 0/+         |
| Stellaria palustris                            | Zeegroene muur                 | a                     | t           |
| Stellaria uliginosa                            | Moerasmuur                     | a                     | 0/+         |
| Stratiotes aloides                             | Krabbenscheer                  | a                     | tt          |
| Suaeda maritima                                | Schorrenkruid                  | z                     | t           |
| Succisa pratensis                              | Blauwe knoop                   | a                     | ttt         |
| Symphoricarpos albus                           | Sneeuwbes                      | a                     | 0/+         |
| Symphytum officinale                           | Gewone smeerwortel             | a                     | 0/+         |
|                                                |                                |                       |             |
| T                                              |                                |                       |             |
| Tanacetum parthenium                           | Moederkruid                    | a                     | 0/+         |
| Tanacetum vulgare                              | Boerenwormkruid                | a                     | 0/+         |
| Taraxacum officinale                           | Paardenbloem                   | a                     | 0/+         |
| Taxus baccata                                  | Taxus                          | a                     | 0/+         |
| Teesdalia nudicaulis                           | Klein tasjeskruid              | a                     | t           |
| Tephroseris palustris                          | Moerasandijvie                 | z                     | 0/+         |
| Tetragonolobus maritimus                       | Hauwklaver                     | zzz                   | 0/+         |
| Teucrium botrys                                | Trosgamander                   | zzz                   | ttt         |
| Teucrium chamaedrys                            | Echte gamander                 | zzz                   | 0/+         |
| Teucrium montanum                              | Berggamander                   | zzz                   | ttt         |
| Teucrium scordium                              | Moerasgamander                 | zzz                   | ttt         |
| Teucrium scorodonia                            | Valse salie                    | a                     | 0/+         |
| Thalictrum flavum                              | Poelruit                       | a                     | 0/+         |
| Thalictrum minus                               | Kleine ruit                    | zz                    | 0/+         |
| Thelypteris palustris                          | Moerasvaren                    | z                     | 0/+         |
| Thesium humifusum                              | Liggend bergvlas               | zzz                   | ttt         |
| Thesium pyrenaicum                             | Weidebergvlas                  |                       |             |
| Thlaspi arvense                                | Witte krodde                   | a                     | 0/+         |
| Thlaspi caerulescens                           | Zinkboerenkers                 | zzz                   | 0/+         |
| Thlaspi perfoliatum                            | Doorgroeide boerenkers         | zzz                   | t           |
| Thymus praecox                                 | Kruiptijm                      | zzz                   | 0/+         |
| Thymus pulegioides                             | Grote tijm                     | z                     | 0/+         |
| Thymus serpyllum                               | Kleine tijm                    | zz                    | ttt         |
| Tilia cordata                                  | Winterlinde                    | z                     | 0/+         |
| Tilia platyphyllos                             | Zomerlinde                     | a                     | 0/+         |
| Torilis arvensis                               | Akkerdoornzaad                 | zzz                   | tt          |
| Torilis japonica                               | Heggendoornzaad                | a                     | t           |
| Torilis nodosa                                 | Knopig doornzaad               | z                     | t           |
| Tragopogon dubius                              | Bleke morgenster               | zz                    | 0/+         |
| Tragopogon porrifolius                         | Paarse morgenster              | z                     | 0/+         |
| Tragopogon pratensis subsp. orientalis         | Oosterse morgenster            | zz                    | t           |
| Tragopogon pratensis subsp. pratensis          | Gele morgenster                | a                     | 0/+         |
| Trapa natans                                   | Waternoot                      | x                     | tttt        |
| Trichophorum cespitosum subsp. germanicum      | Veenbies                       | z                     | tt          |
| Trientalis europaea                            | Zevenster                      | zz                    | 0/+         |
| Trifolium arvense                              | Hazenpootje                    | a                     | 0/+         |
| Trifolium campestre                            | Liggende klaver                | a                     | 0/+         |
| Trifolium dubium                               | Kleine klaver                  | a                     | 0/+         |
| Trifolium fragiferum                           | Aardbeiklaver                  | a                     | t           |
| Trifolium hybridum                             | Basterdklaver                  | a                     | 0/+         |
| Trifolium medium                               | Bochtige klaver                | zz                    | t           |
| Trifolium micranthum                           | Draadklaver                    | zz                    | tt          |
| Trifolium ornithopodioides                     | Vogelpootklaver                | zzz                   | 0/+         |
| Trifolium pratense                             | Rode klaver                    | a                     | 0/+         |
| Trifolium repens                               | Witte klaver                   | a                     | 0/+         |
| Trifolium scabrum                              | Ruwe klaver                    | zzz                   | 0/+         |
| Trifolium striatum                             | Gestreepte klaver              | zz                    | t           |
| Trifolium subterraneum                         | Onderaardse klaver             | zzz                   | tt          |
| Triglochin maritima                            | Schorrenzoutgras               | z                     | tt          |
| Triglochin palustris                           | Moeraszoutgras                 | a                     | t           |
| Tripleurospermum maritimum                     | Reukeloze kamille              | a                     | 0/+         |
| Trisetum flavescens                            | Goudhaver                      | a                     | t           |
| Tuberaria guttata                              | Gevlekt zonneroosje            | zzz                   | ttt         |
| Tulipa sylvestris                              | Bostulp                        | zz                    | t           |
| Tussilago farfara                              | Klein hoefblad                 | a                     | 0/+         |
| Typha angustifolia                             | Kleine lisdodde                | a                     | 0/+         |
| Typha latifolia                                | Grote lisdodde                 | a                     | 0/+         |
|                                                |                                |                       |             |
| U                                              |                                |                       |             |
| Ulex europaeus                                 | Gaspeldoorn                    | z                     | 0/+         |
| Ulmus glabra                                   | Ruwe iep                       | a                     | 0/+         |
| Ulmus laevis                                   | Fladderiep                     | zz                    | 0/+         |
| Ulmus minor                                    | Gladde iep                     | a                     | t           |
| Urtica dioica                                  | Grote brandnetel               | a                     | 0/+         |
| Urtica urens                                   | Kleine brandnetel              | a                     | 0/+         |
| Utricularia australis                          | Loos blaasjeskruid             | z                     | 0/+         |
| Utricularia intermedia                         | Plat blaasjeskruid             | zzz                   | tt          |
| Utricularia minor                              | Klein blaasjeskruid            | z                     | t           |
| Utricularia ochroleuca                         | Bleekgeel blaasjeskruid        | x                     | tttt        |
| Utricularia vulgaris                           | Groot blaasjeskruid            | a                     | 0/+         |
|                                                |                                |                       |             |
| V                                              |                                |                       |             |
| Vaccinium macrocarpon                          | Grote veenbes                  | zz                    | 0/+         |
| Vaccinium myrtillus                            | Blauwe bosbes                  | a                     | t           |
| Vaccinium oxycoccos                            | Kleine veenbes                 | z                     | 0/+         |
| Vaccinium uliginosum                           | Rijsbes                        | zzz                   | t           |
| Vaccinium vitis-idaea                          | Rode bosbes                    | a                     | t           |
| Valeriana dioica                               | Kleine valeriaan               | z                     | ttt         |
| Valeriana officinalis                          | Echte valeriaan                | a                     | 0/+         |
| Valerianella carinata                          | Gegroefde veldsla              | zz                    | t           |
| Valerianella dentata                           | Getande veldsla                | zzz                   | ttt         |
| Valerianella locusta                           | Veldsla                        | a                     | 0/+         |
| Valerianella rimosa                            | Geoorde veldsla                | zzz                   | ttt         |
| Verbascum blattaria                            | Mottenkruid                    | z                     | 0/+         |
| Verbascum densiflorum                          | Stalkaars                      | a                     | 0/+         |
| Verbascum lychnitis                            | Melige toorts                  | zz                    | 0/+         |
| Verbascum nigrum                               | Zwarte toorts                  | a                     | 0/+         |
| Verbascum phlomoides                           | Keizerskaars                   | a                     | 0/+         |
| Verbascum thapsus                              | Koningskaars                   | a                     | 0/+         |
| Verbena officinalis                            | IJzerhard                      | a                     | t           |
| Veronica agrestis                              | Akkerereprijs                  | a                     | t           |
| Veronica anagallis-aquatica                    | Blauwe waterereprijs           | a                     | 0/+         |
| Veronica arvensis                              | Veldereprijs                   | a                     | 0/+         |
| Veronica austriaca subsp. teucrium             | Brede ereprijs                 | zz                    | 0/+         |
| Veronica beccabunga                            | Beekpunge                      | a                     | 0/+         |
| Veronica catenata                              | Rode waterereprijs             | a                     | 0/+         |
| Veronica chamaedrys                            | Gewone ereprijs                | a                     | 0/+         |
| Veronica hederifolia                           | Klimopereprijs                 | a                     | 0/+         |
| Veronica longifolia                            | Lange ereprijs                 | z                     | 0/+         |
| Veronica montana                               | Bosereprijs                    | zz                    | 0/+         |
| Veronica officinalis                           | Mannetjesereprijs              | a                     | 0/+         |
| Veronica opaca                                 | Doffe ereprijs                 | zz                    | t           |
| Veronica peregrina                             | Vreemde ereprijs               | a                     | 0/+         |
| Veronica persica                               | Grote ereprijs                 | a                     | 0/+         |
| Veronica polita                                | Gladde ereprijs                | z                     | t           |
| Veronica praecox                               | Vroege ereprijs                | zzz                   | tt          |
| Veronica prostrata                             | Liggende ereprijs              | zzz                   | ttt         |
| Veronica scutellata                            | Schildereprijs                 | a                     | t           |
| Veronica serpyllifolia                         | Tijmereprijs                   | a                     | 0/+         |
| Veronica triphyllos                            | Handjesereprijs                | zzz                   | ttt         |
| Veronica verna                                 | Kleine ereprijs                | zzz                   | ttt         |
| Viburnum lantana                               | Wollige sneeuwbal              | z                     | 0/+         |
| Viburnum opulus                                | Gelderse roos                  | a                     | 0/+         |
| Viburnum rhytidophyllum                        |                                |                       |             |
| Vicia cracca                                   | Vogelwikke                     | a                     | 0/+         |
| Vicia hirsuta                                  | Ringelwikke                    | a                     | 0/+         |
| Vicia lathyroides                              | Lathyruswikke                  | z                     | t           |
| Vicia lutea                                    | Gele wikke                     | zz                    | 0/+         |
| Vicia sativa subsp. nigra                      | Smalle wikke                   | a                     | 0/+         |
| Vicia sativa subsp. segetalis                  | Vergeten wikke                 | a                     | 0/+         |
| Vicia sepium                                   | Heggenwikke                    | a                     | 0/+         |
| Vicia tenuifolia                               | Stijve wikke                   | zzz                   | t           |
| Vicia tetrasperma subsp. gracilis              | Slanke wikke                   | zzz                   | t           |
| Vicia tetrasperma subsp. tetrasperma           | Vierzadige wikke               | a                     | 0/+         |
| Vicia villosa                                  | Bonte wikke                    | a                     | 0/+         |
| Vinca minor                                    | Kleine maagdenpalm             | a                     | 0/+         |
| Vincetoxicum hirundinaria                      | Witte engbloem                 | zzz                   | t           |
| Viola arvensis                                 | Akkerviooltje                  | a                     | 0/+         |
| Viola canina                                   | Hondsviooltje                  | a                     | tt          |
| Viola curtisii                                 | Duinviooltje                   | zz                    | 0/+         |
| Viola hirta                                    | Ruig viooltje                  | zz                    | t           |
| Viola lutea subsp. calaminaria                 | Zinkviooltje                   | zzz                   | tt          |
| Viola odorata                                  | Maarts viooltje                | a                     | 0/+         |
| Viola palustris                                | Moerasviooltje                 | a                     | t           |
| Viola persicifolia                             | Melkviooltje                   | zzz                   | tt          |
| Viola reichenbachiana                          | Donkersporig bosviooltje       | zz                    | 0/+         |
| Viola riviniana                                | Bleeksporig bosviooltje        | a                     | 0/+         |
| Viola rupestris                                | Zandviooltje                   | zz                    | 0/+         |
| Viola tricolor                                 | Driekleurig viooltje           | a                     | t           |
| Viscum album                                   | Maretak                        | zz                    | 0/+         |
| Vulpia bromoides                               | Eekhoorngras                   | z                     | 0/+         |
| Vulpia ciliata subsp. ambigua                  | Duinlangbaardgras              | zz                    | 0/+         |
| Vulpia ciliata subsp. ciliata                  | Gewimperd langbaardgras        | zzz                   | 0/+         |
| Vulpia fasciculata                             | Dicht langbaardgras            | zzz                   | 0/+         |
| Vulpia membranacea                             | Zandlangbaardgras              | zz                    | 0/+         |
| Vulpia myuros                                  | Gewoon langbaardgras           | a                     | 0/+         |
|                                                |                                |                       |             |
| W                                              |                                |                       |             |
| Wahlenbergia hederacea                         | Klimopklokje                   | zzz                   | tt          |
| Wolffia arrhiza                                | Wortelloos kroos               | a                     | 0/+         |
|                                                |                                |                       |             |
| X                                              |                                |                       |             |
| Xanthium strumarium                            | Late stekelnoot                | z                     | 0/+         |
|                                                |                                |                       |             |
| Z                                              |                                |                       |             |
| Zannichellia palustris subsp. major            | Brede zannichellia             | x                     | tttt        |
| Zannichellia palustris subsp. palustris        | Zittende zannichellia          | a                     | 0/+         |
| Zannichellia palustris subsp. pedicellata      | Gesteelde zannichellia         | z                     | 0/+         |
| Zostera marina                                 | Groot zeegras                  | zz                    | ttt         |
| Zostera noltei                                 | Klein zeegras                  | zzz                   | ttt         |

## Legenda

### Zeldzaamheidsklasse
Volgorde van zeldzaamheid: a, z, zz, zzz en x
- a = algemeen voorkomend
- z = vrij zeldzaam
- zz = zeldzaam
- zzz = zeer zeldzaam
- x = afwezig (dus verdwenen)

### Trendklasse
Trend met betrekking tot het voorkomen: vanaf 0/+ tot tttt
- 0/+ = stabiel of toegenomen
- t = matig afgenomen
- tt = sterk afgenomen
- ttt = zeer sterk afgenomen
- tttt = soort is niet meer aanwezig